# Biserica fortificată din Homorod
Biserica evanghelică fortificată din Homorod, comuna Homorod, județul Brașov, a fost construită în secolul XIII pe baza unei vechi bazilici romanice datată din secolul al XII-lea. Ansamblul bisericii evanghelice fortificate format din biserică, incinta fortificată, cu drum de apărare, două turnuri, două bastioane, turn de poartă este monument istoric, cod LMI BV-II-a-A-11722.

## Localitatea
În cursul secolului al XII-lea, în vremea regelui Géza al II-lea al Ungariei, s-au așezat aici coloniști sași originari din Flandra (hospites flandrenses), de origine germană. Ei s-au stabilit pe o colină din apropierea satului Homorod de astăzi, iar localitatea se numea pe atunci Petersdorf, după Sf. Petru, care era patronul bisericii.

## Biserica
La sfârșitul secolului al XIII-lea localnicii au început construcția bisericii romanice de tip sală, o raritate față de planul cu trei nave al celor mai multe biserici săsești. Arcul triumfal este înzidit, iar vechiul cor se află ascuns în parterul turnului de est. Pereții lui sunt împodobiți cu fresce care datează din trei perioade (secolele al XIII-lea, al XIV-lea și al XV-lea). Are o sală tăvănită cu cor pătrat, boltit în cruce pe ogive, absida semicirculară, turn-clopotniță cu tribuna pe vest. Odată cu construcția cetății țărănești, biserica a fost fortificată, corul și absida fiind cuprinse într-un puternic turn.
Lipsa de spațiu pentru comunitatea locală în creștere a obligat în anul 1784, la crearea unui nou cor în cadrul bisericii prin spargerea peretelui sudic al sălii, soluție unică în Transilvania. Înaintea acestei modificări s-au suplimentat locurile în biserică prin două balcoane suprapuse, prinse de pereții sălii, pe peretele de vest ridicându-se chiar trei. În balconul superior, numit „Cetatea vițeilor”, își aveau locul băieții în anul următor confirmării lor; în al doilea an se puteau așeza și în tribuna mijlocie, în rândul flăcăilor mai mari.
Bărbații până la 50 de ani ședeau în tribuna inferioară a peretelui de nord, bătrânii în stranele de-a lungul pereților în parterul sălii, iar femeile în centrul bisericii. Sala a primit ulterior un tavan plat de lemn, ce poartă un medalion ornamentat.
În interiorul bisericii există un amvon cu panouri pictate popular și tribune împodobite cu picturi florale. În cor se află și un altar din lemn, pictat. În centrul lui este Christos răstignit, cu numele scris în germană, latină și ebraică. Este flancat de alte două statuete – Sfântul Petru cu cheia și Sfântul Pavel cu o sabie. Deasupra altarului se înalță orga, iar la dreapta ei se află actuala intrare.
Mobilierul bisericii este reprezentat de altar, orgă, amvon, sfeșnice și strane. Acestea sunt executate în stil baroc și datează din anul 1793.

## Fortificația
Puternică cetate țărănească săsească, cu dublă incintă (sec.XV-XVI), ridicată in jurul Bisericii Evanghelice-Lutherane (sec. XIII). Fortificația care înconjoară biserica evanghelică nu a fost niciodată cucerită. La sfârșitul secolului al XV-lea, a fost construit în jurul bisericii un zid de apărare înalt de 7-8 m, având colțurile străjuite de turnuri cu două nivele și acoperiș. Coridorul de apărare era sprijinit pe console de lemn și înconjura zidul în partea superioară, trecând și peste fațadele turnurilor dinspre curte. Acesta se păstrează și astăzi pe laturile de vest, nord și est ale zidului de apărare. În centrul laturii apusene este situată o intrare străjuită de un turnuleț de apărare, cu coridorul îmbrăcat în scânduri. Curtina interioară e înconjurată de un al doilea zid de apărare, mai scund, formând „Zwinger”-ul, păstrat azi pe laturile de sud și vest.
În 1623 un incendiu a nimicit toate părțile din lemn ale cetății. O inscripție de pe latura estică a turnului amintește că atunci a ars acoperișul, reînnoit în 1626: „Anno 1623 dic 13 Aprilis incendio per incuram Andreas Henrich orto conflagrata haec turris restauratur 1626 jun. 19, pastore existente Georgio Vustio”. („În anul 1623, în a 13-a zi a lui aprilie, din neglijența lui Andreas Henrich un incendiu a cuprins în flăcări acest turn – restaurat în 1626 iunie 19, pastor fiind Georg Wust”). Tot în acest turn au fost mutate în 1932 și cele trei clopote care stăteau până atunci în clopotniță. 
Incinta fortificată are turnuri pe colțuri, cu ochi de tragere. Între turnuri, zidurile aveau două drumuri de strajă suprapuse, care se sprijineau pe console de lemn. Pe latura de vest este un mic turn-poartă care străjuiește intrarea.

## Imagini din exterior

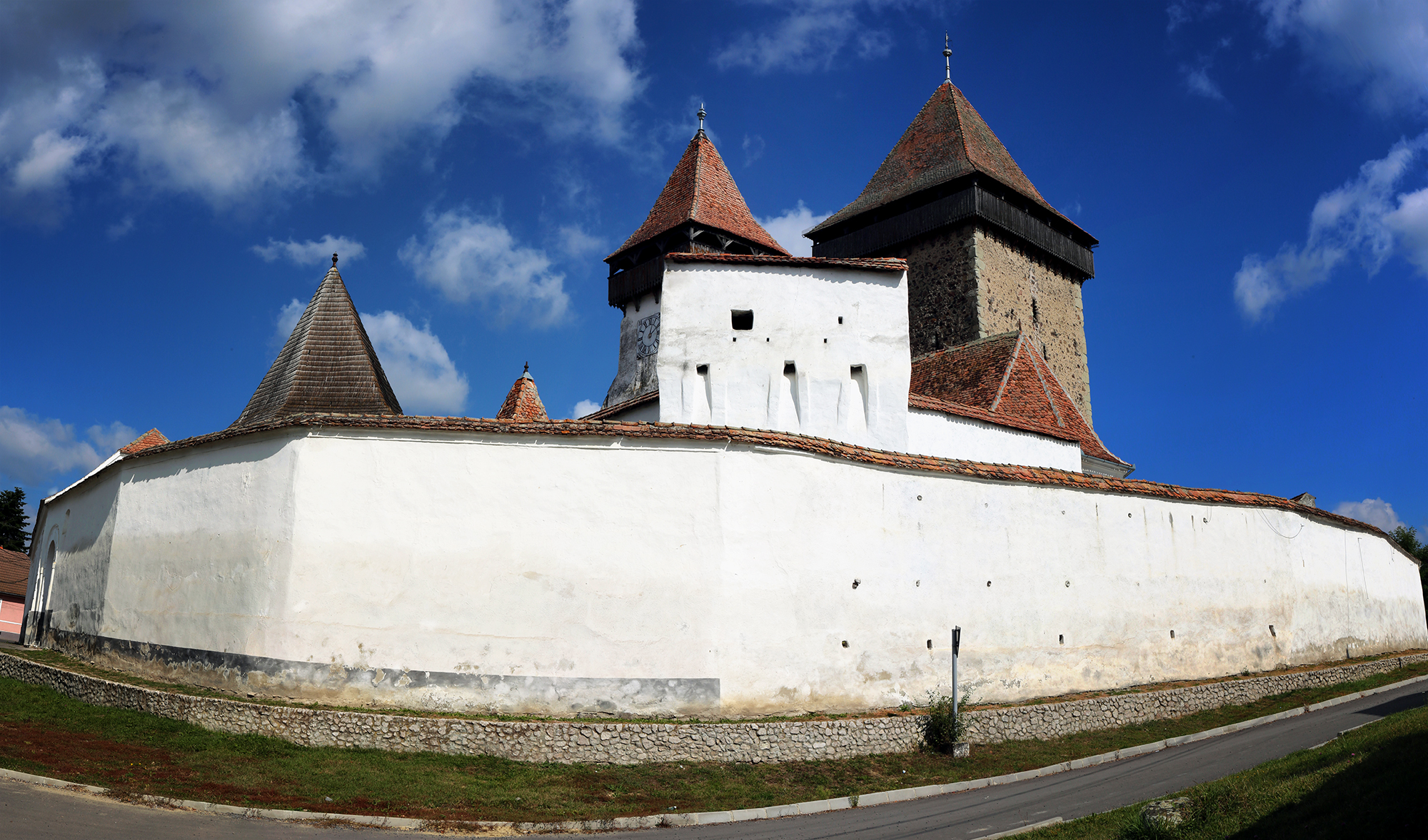
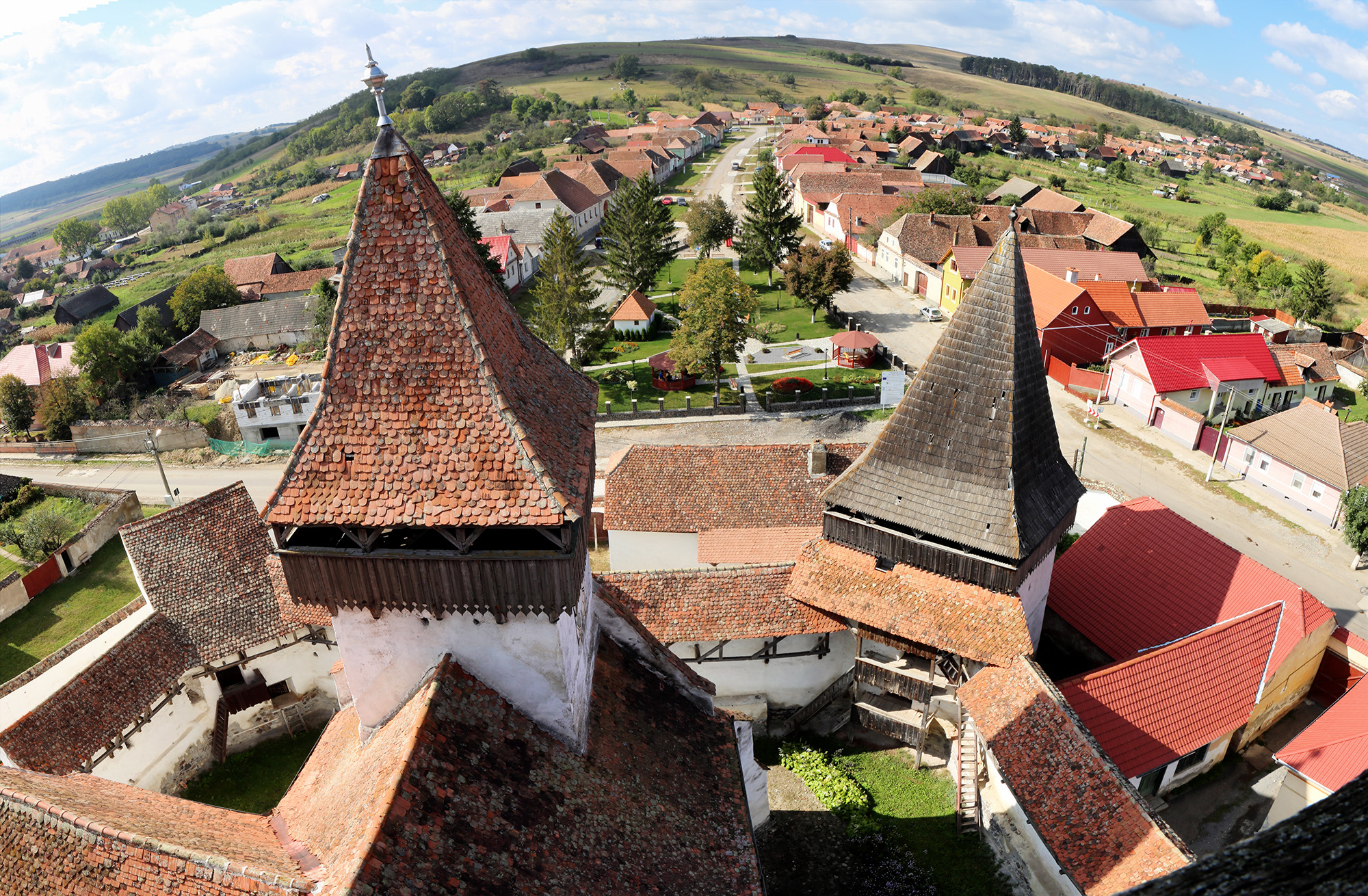
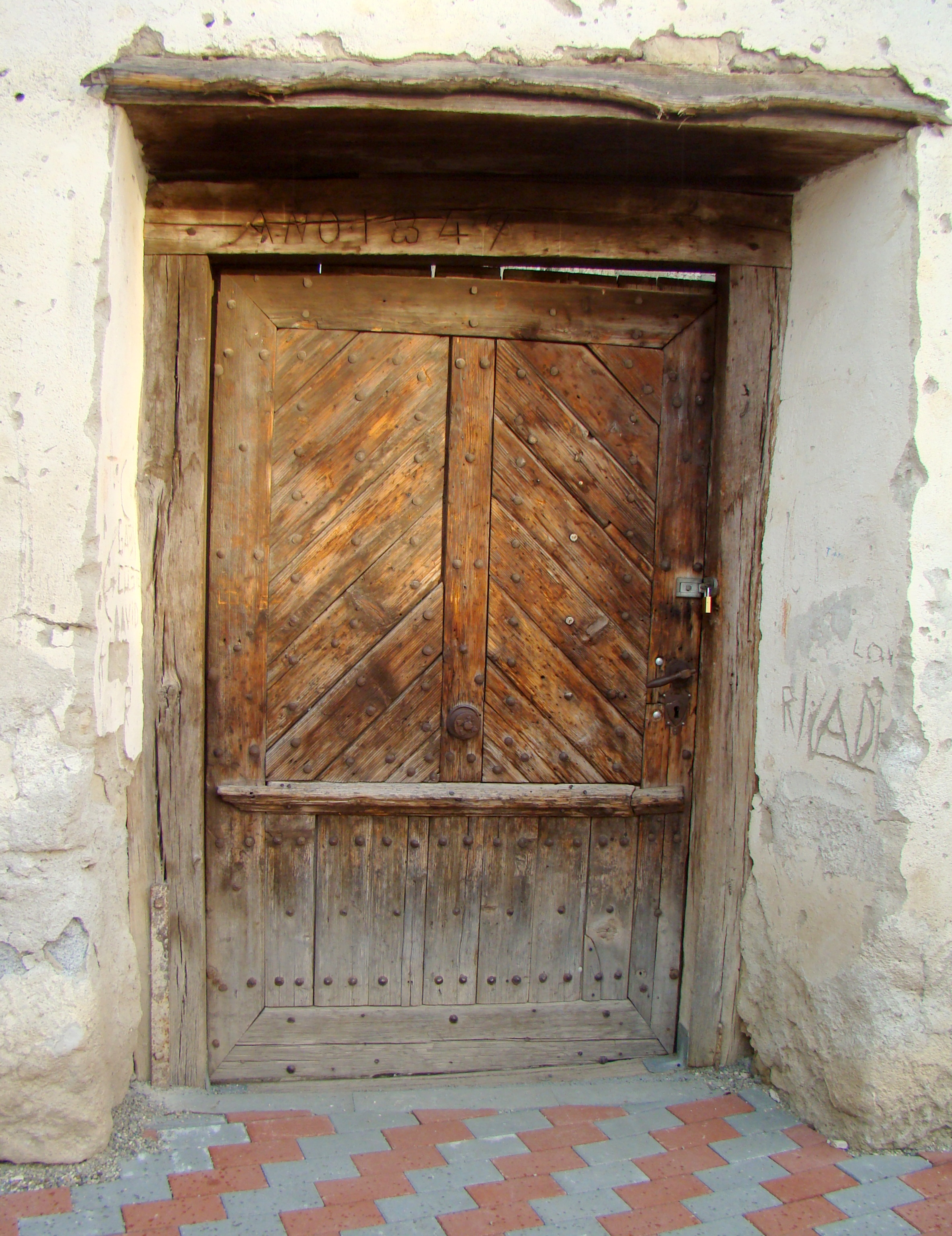
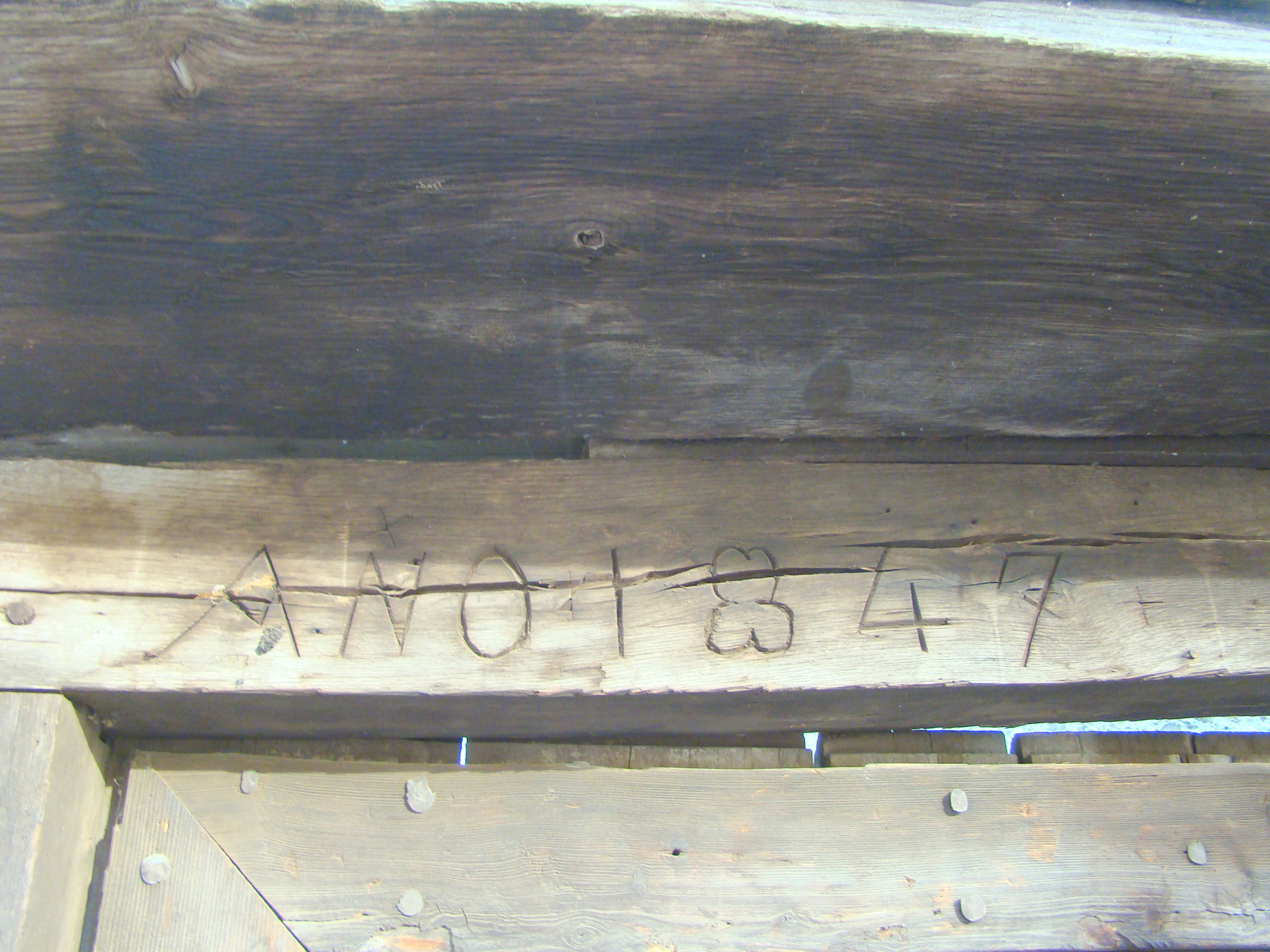
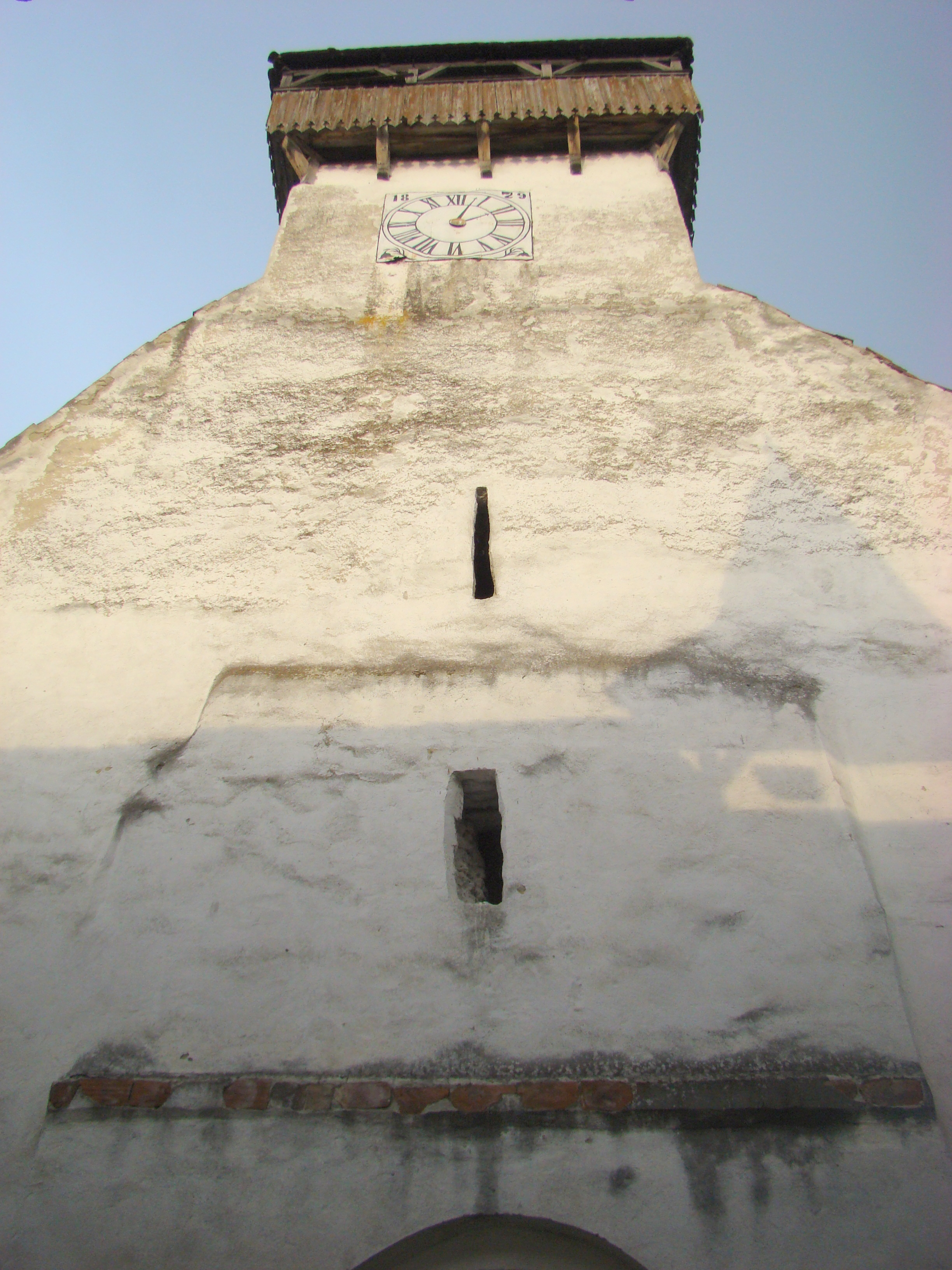
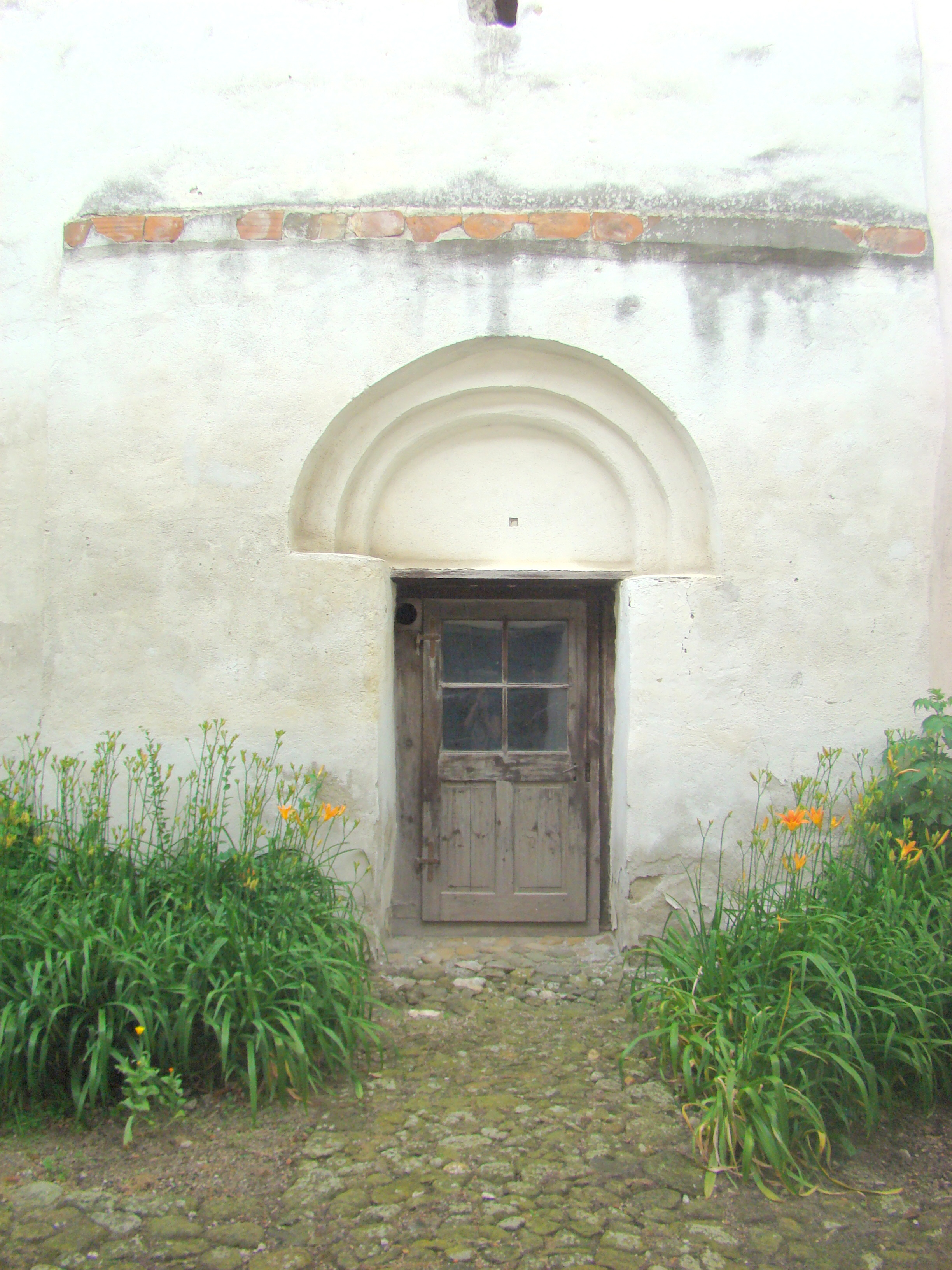
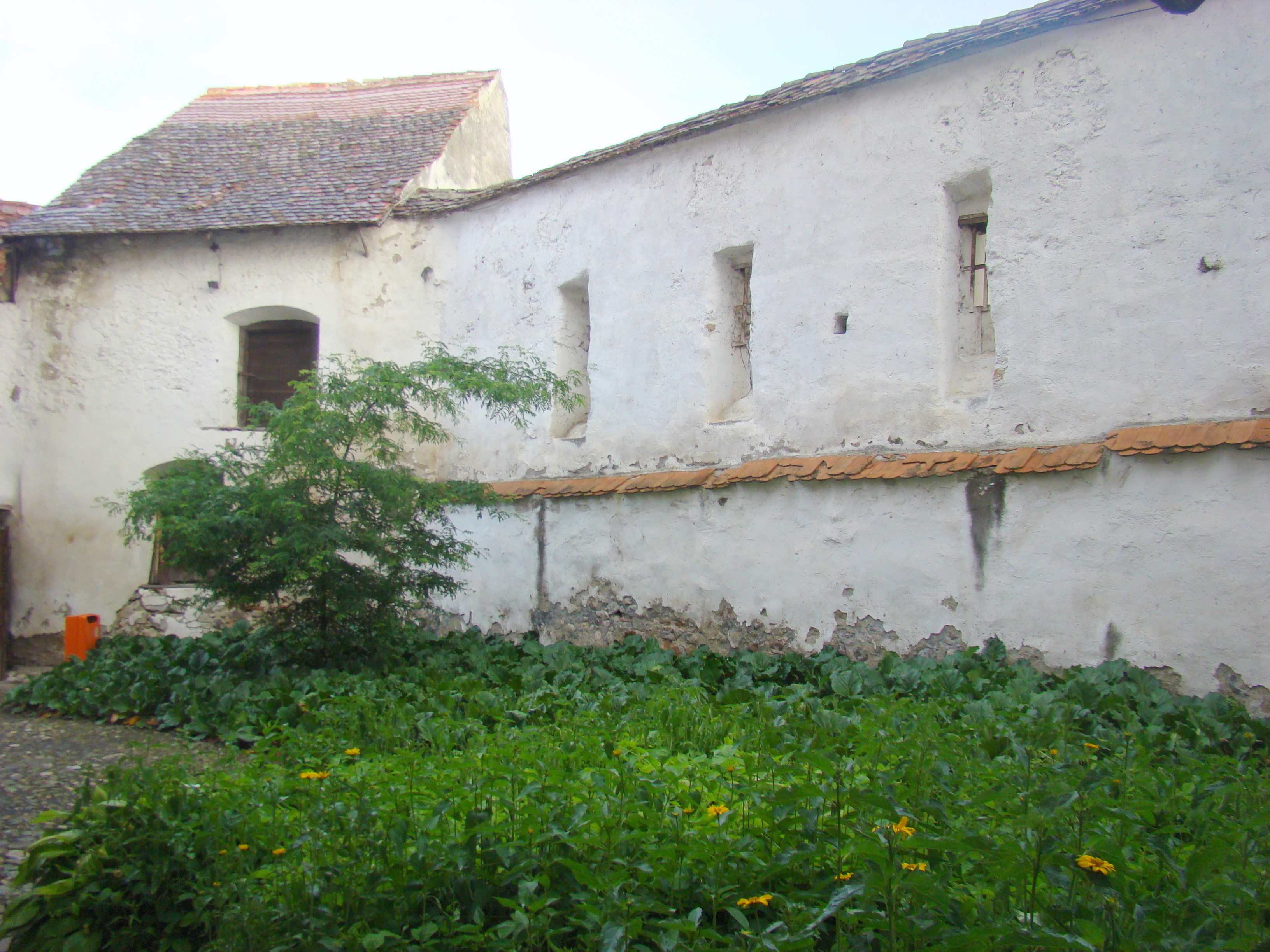
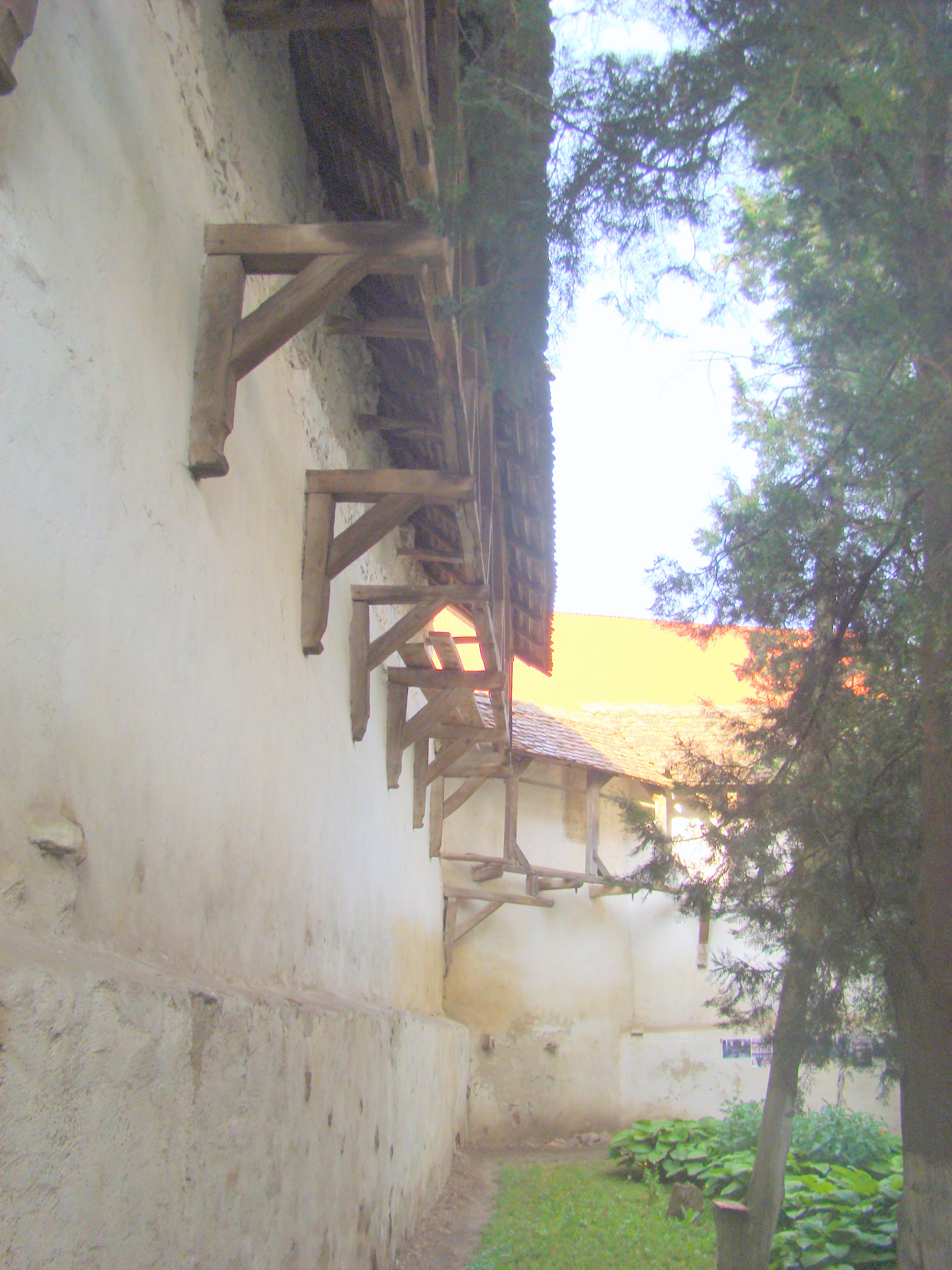
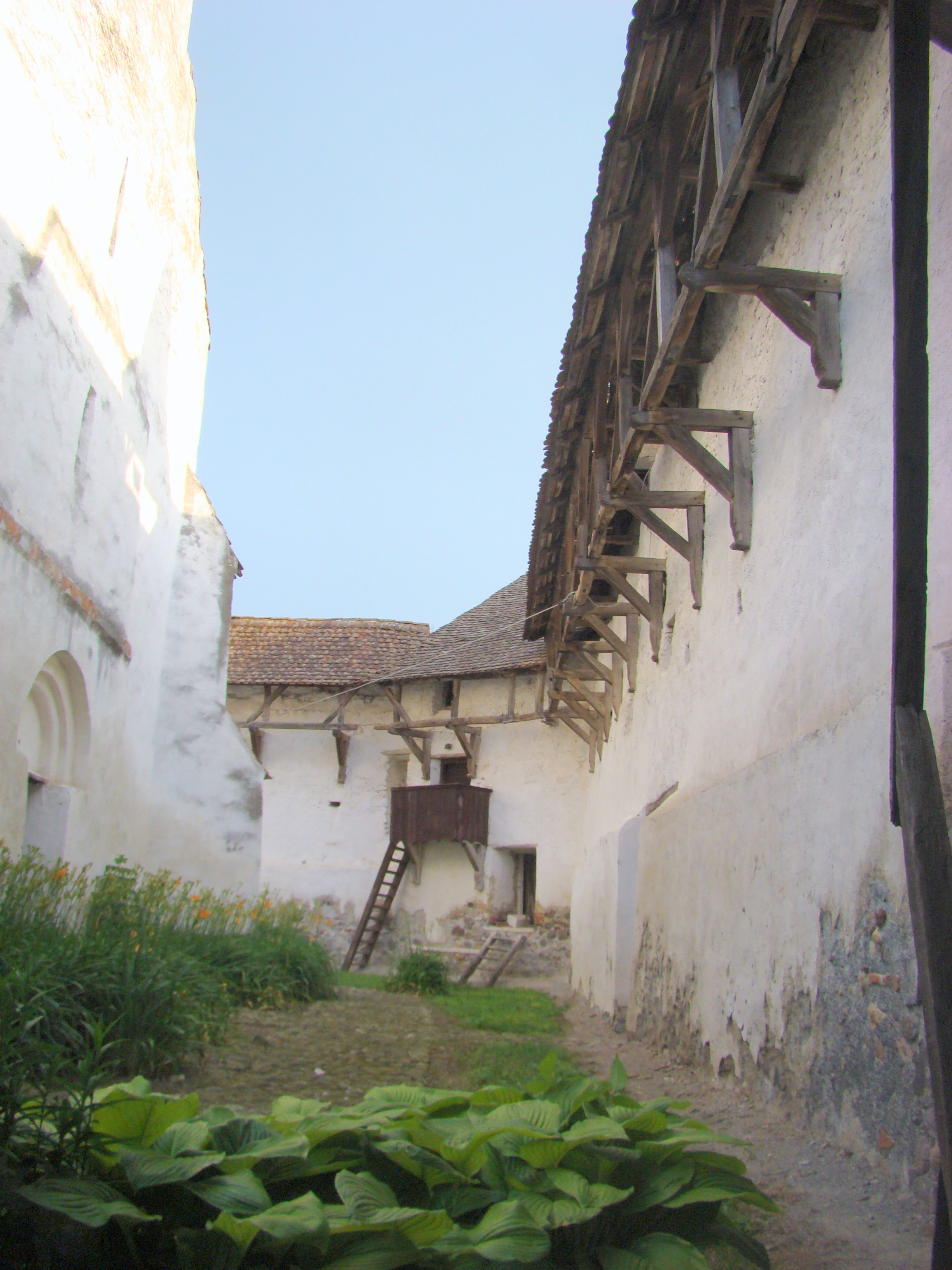
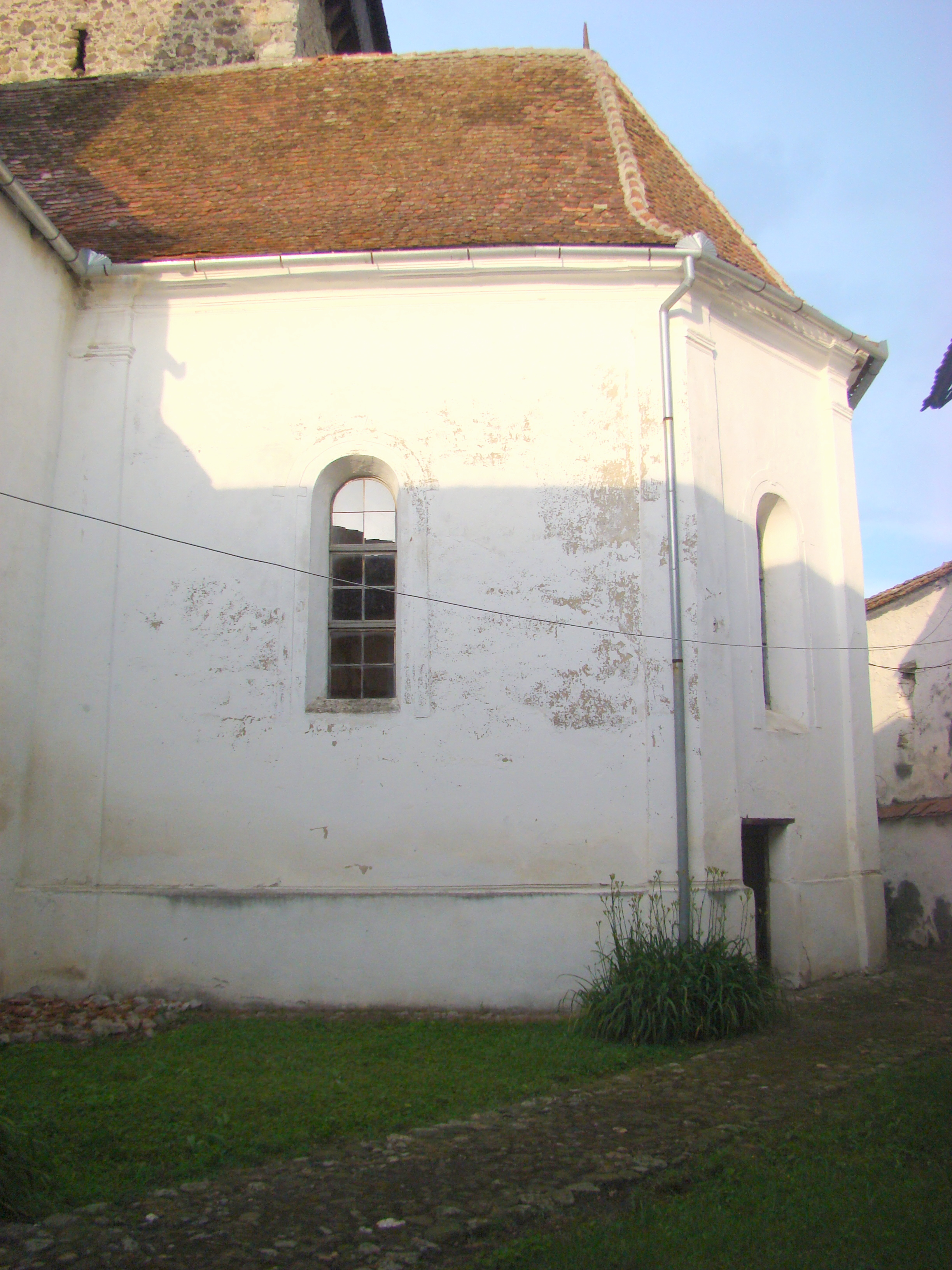
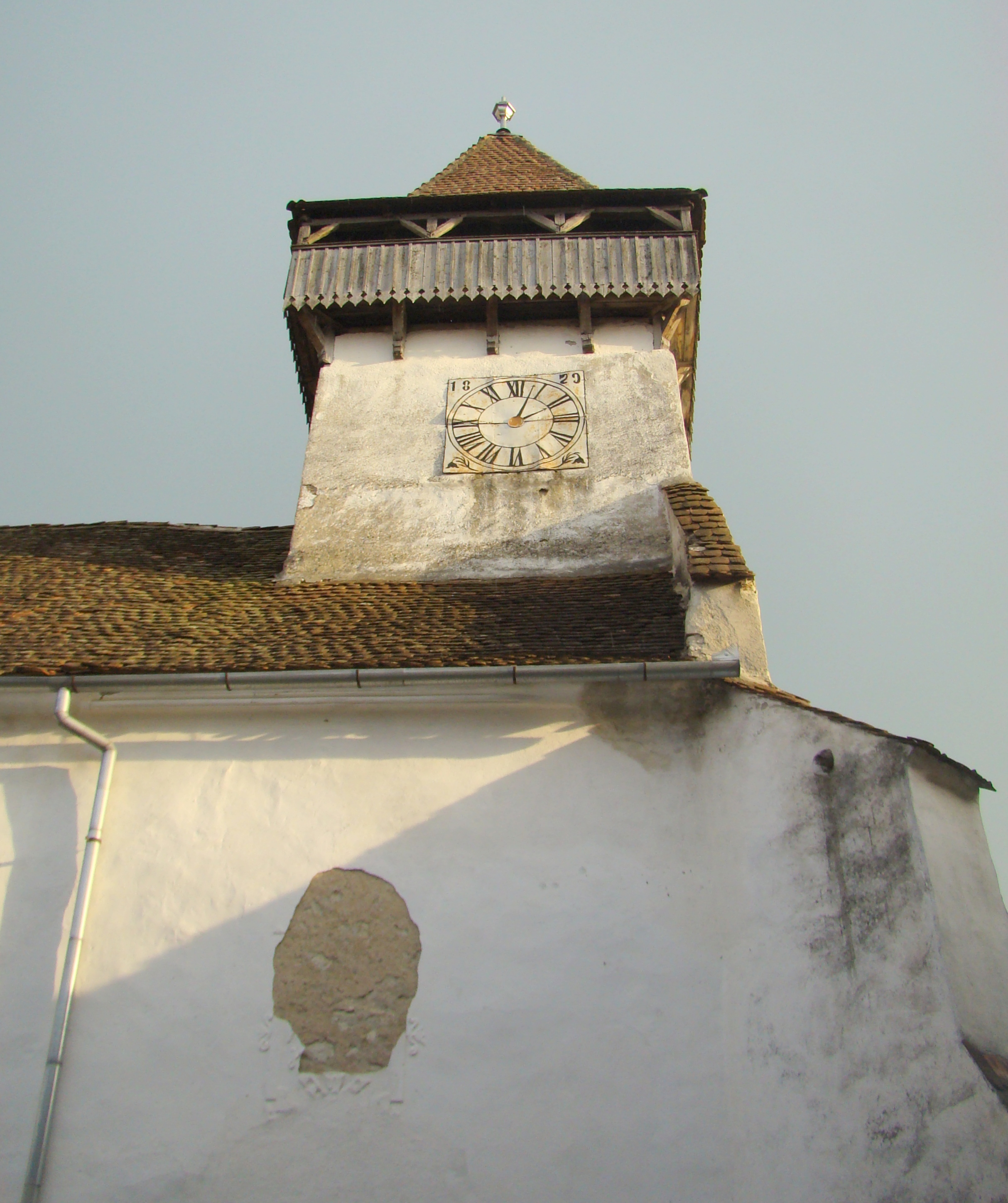
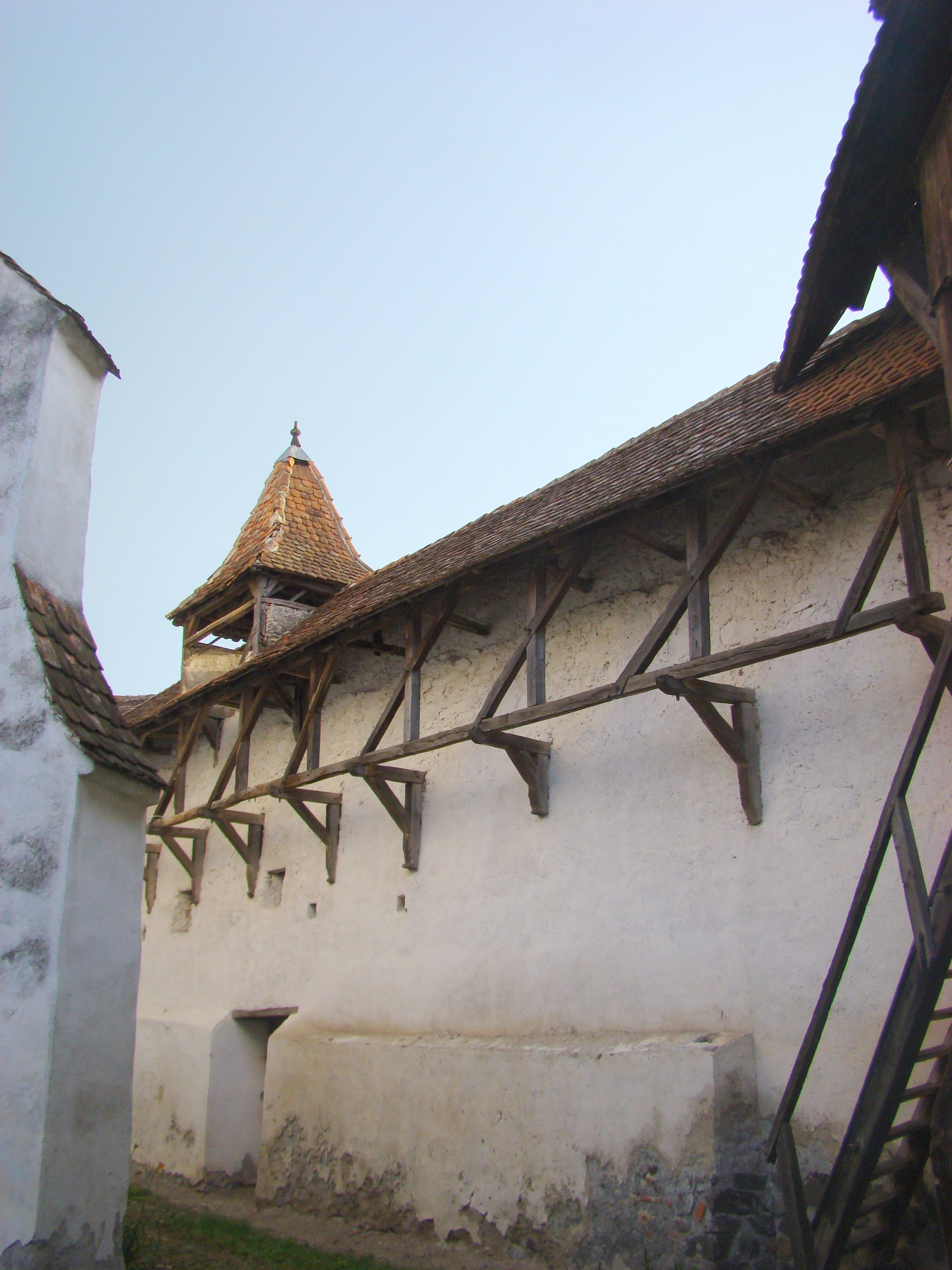
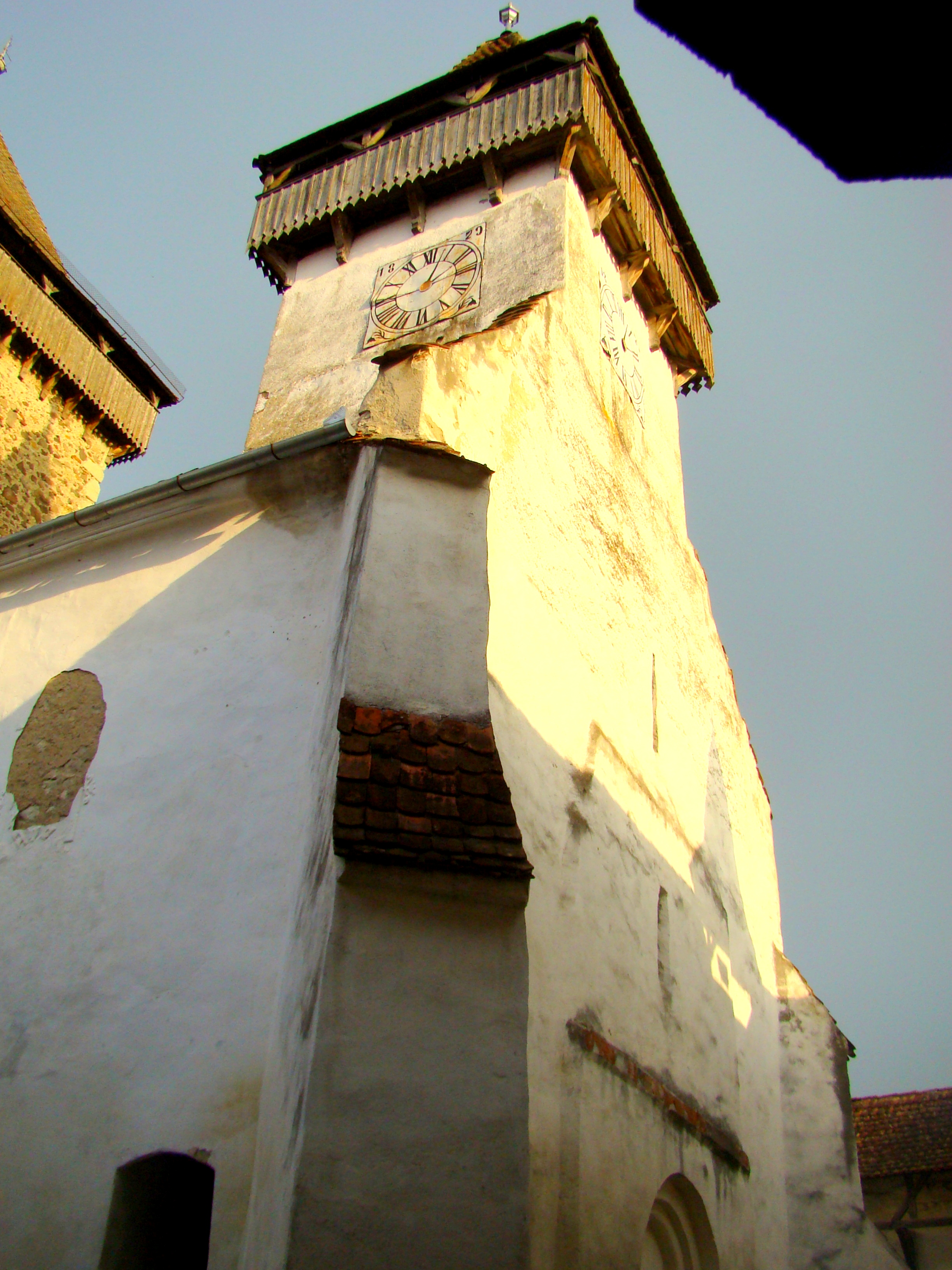
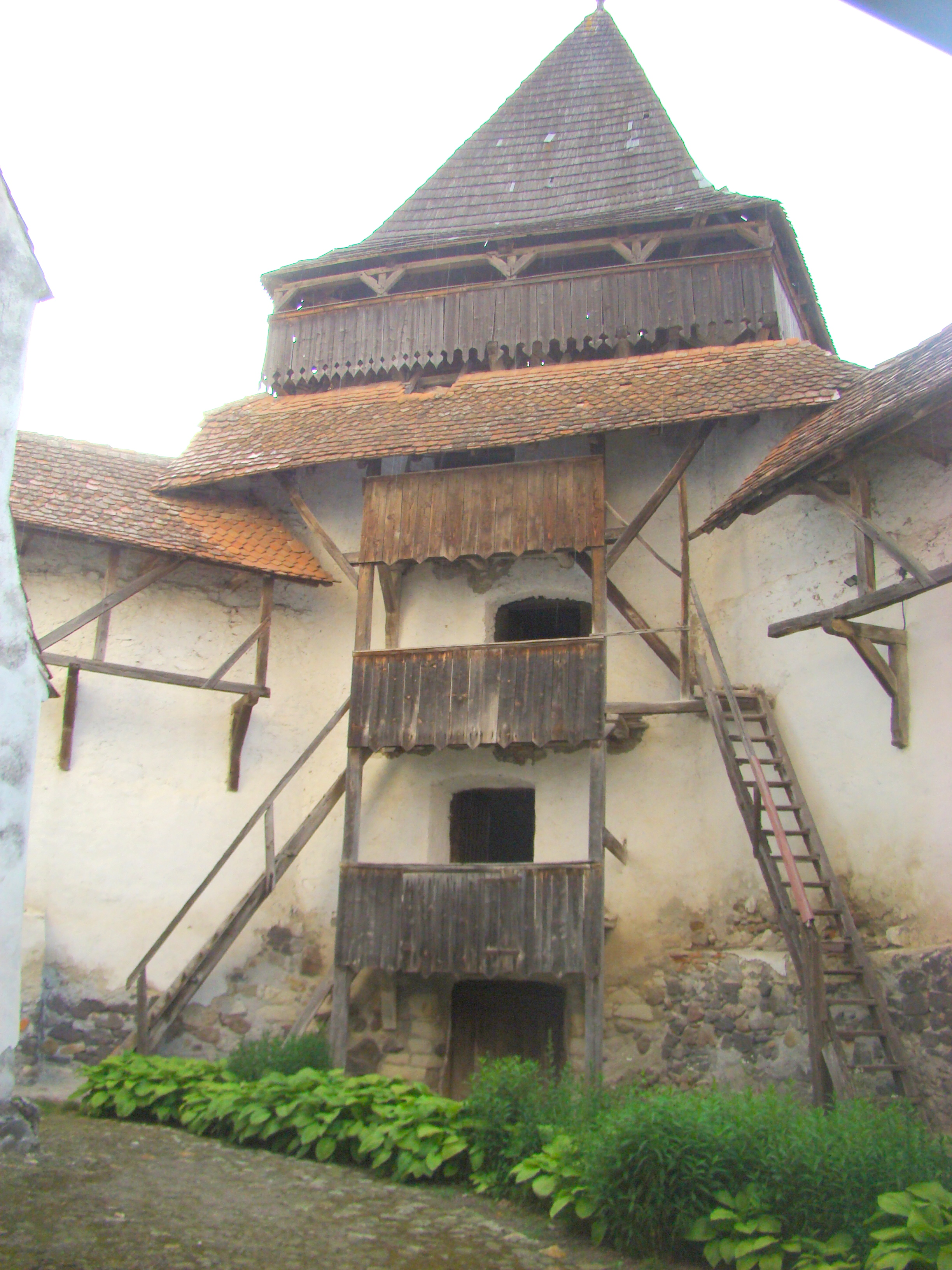
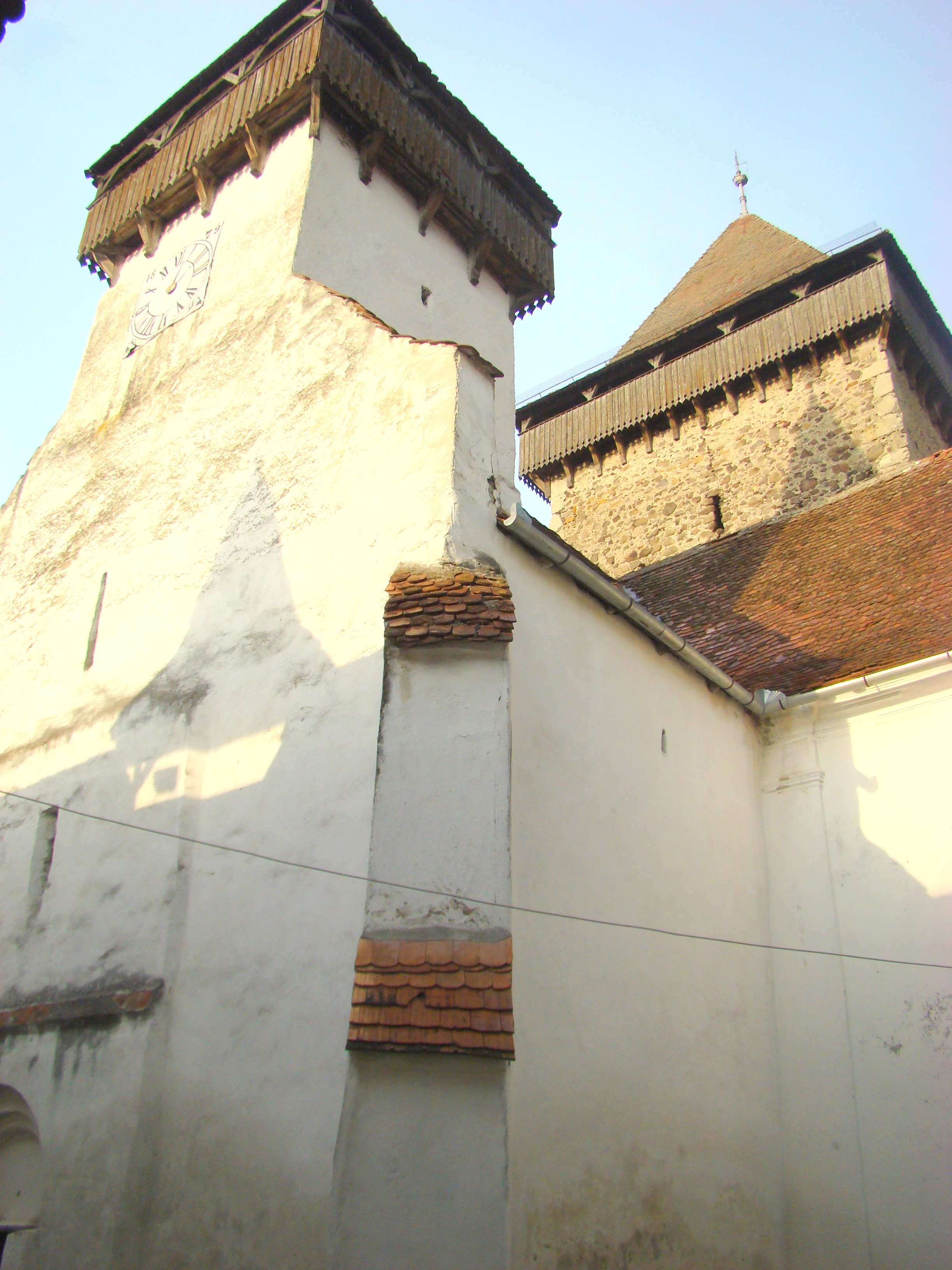
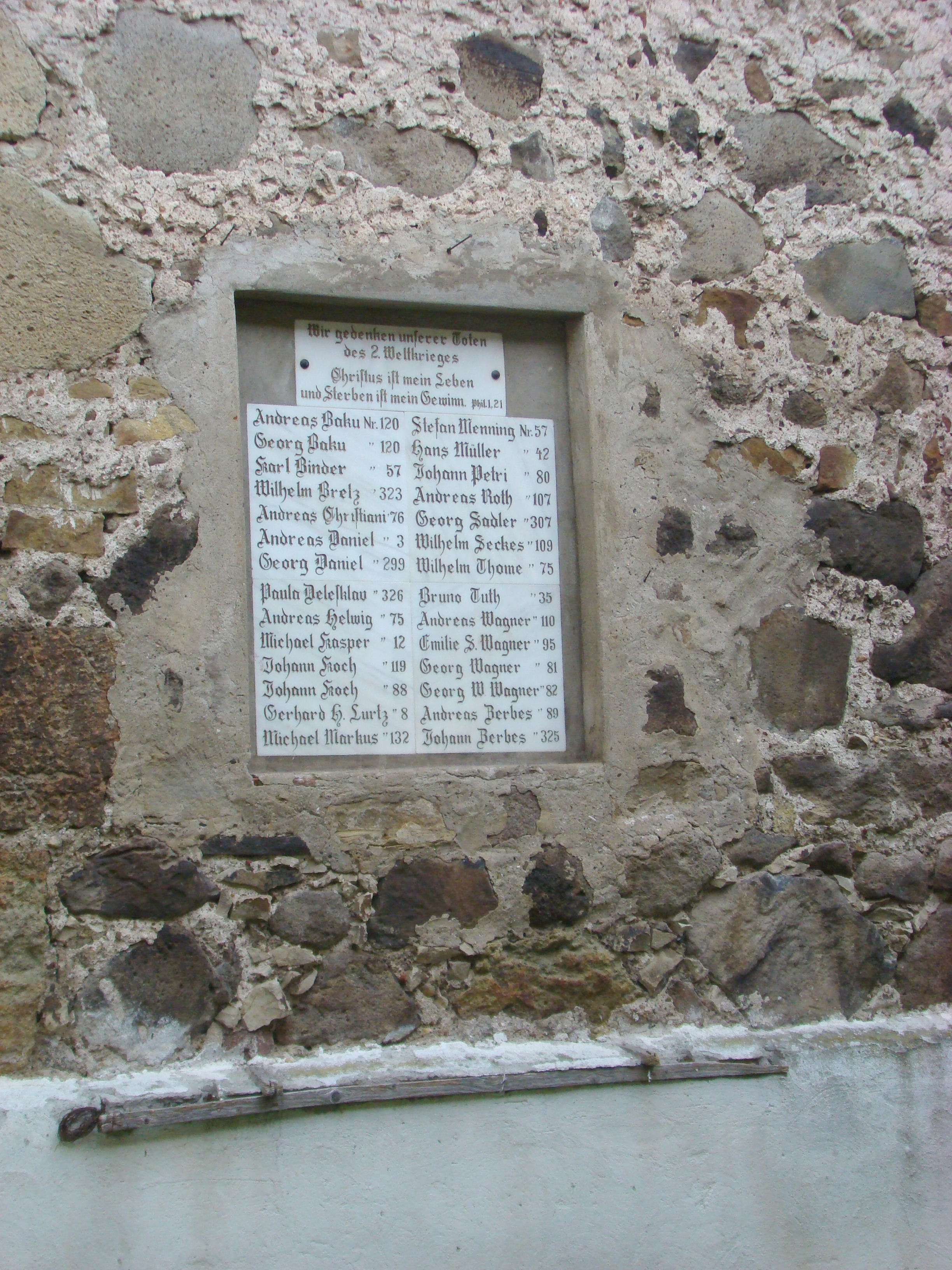
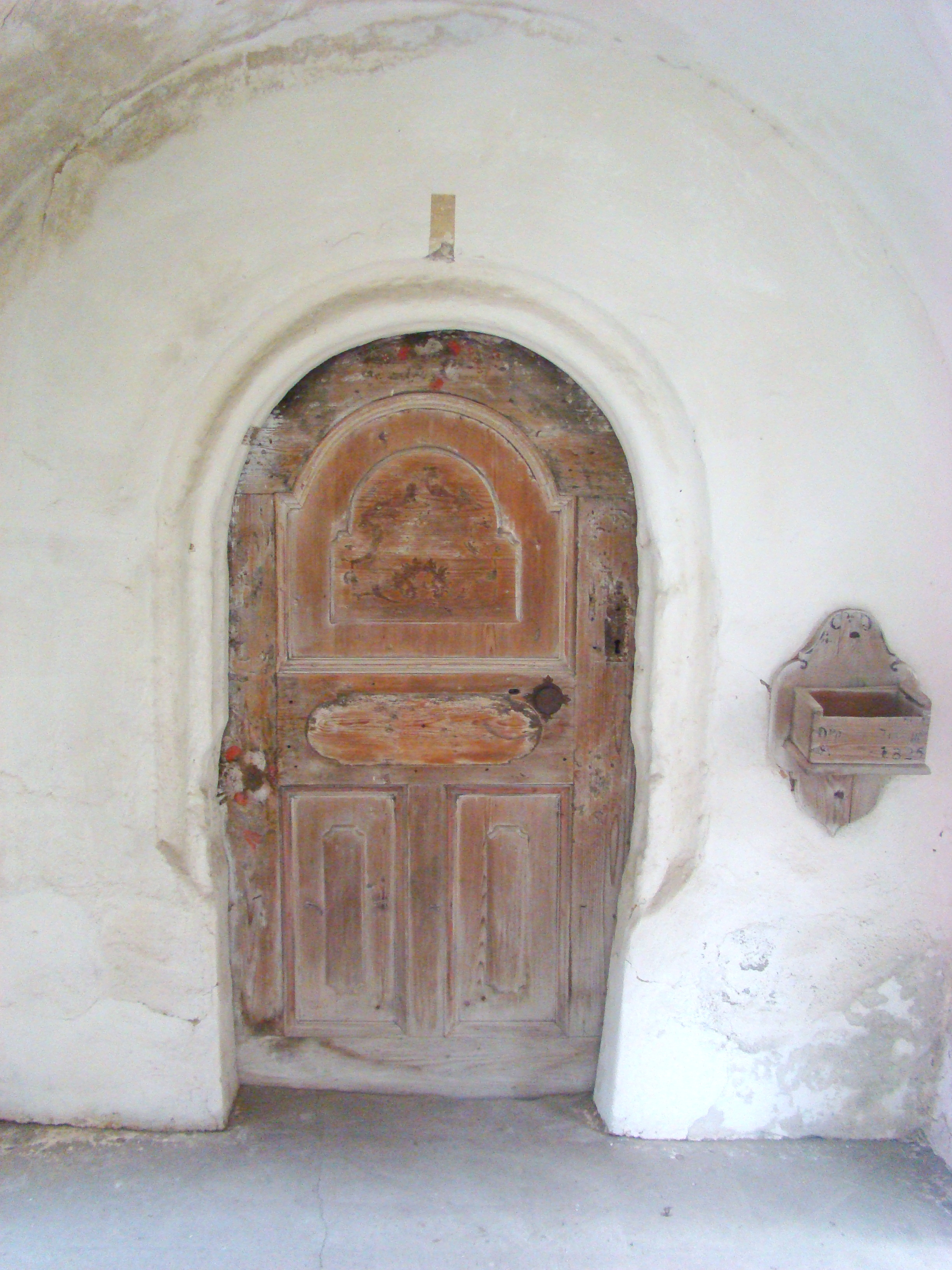
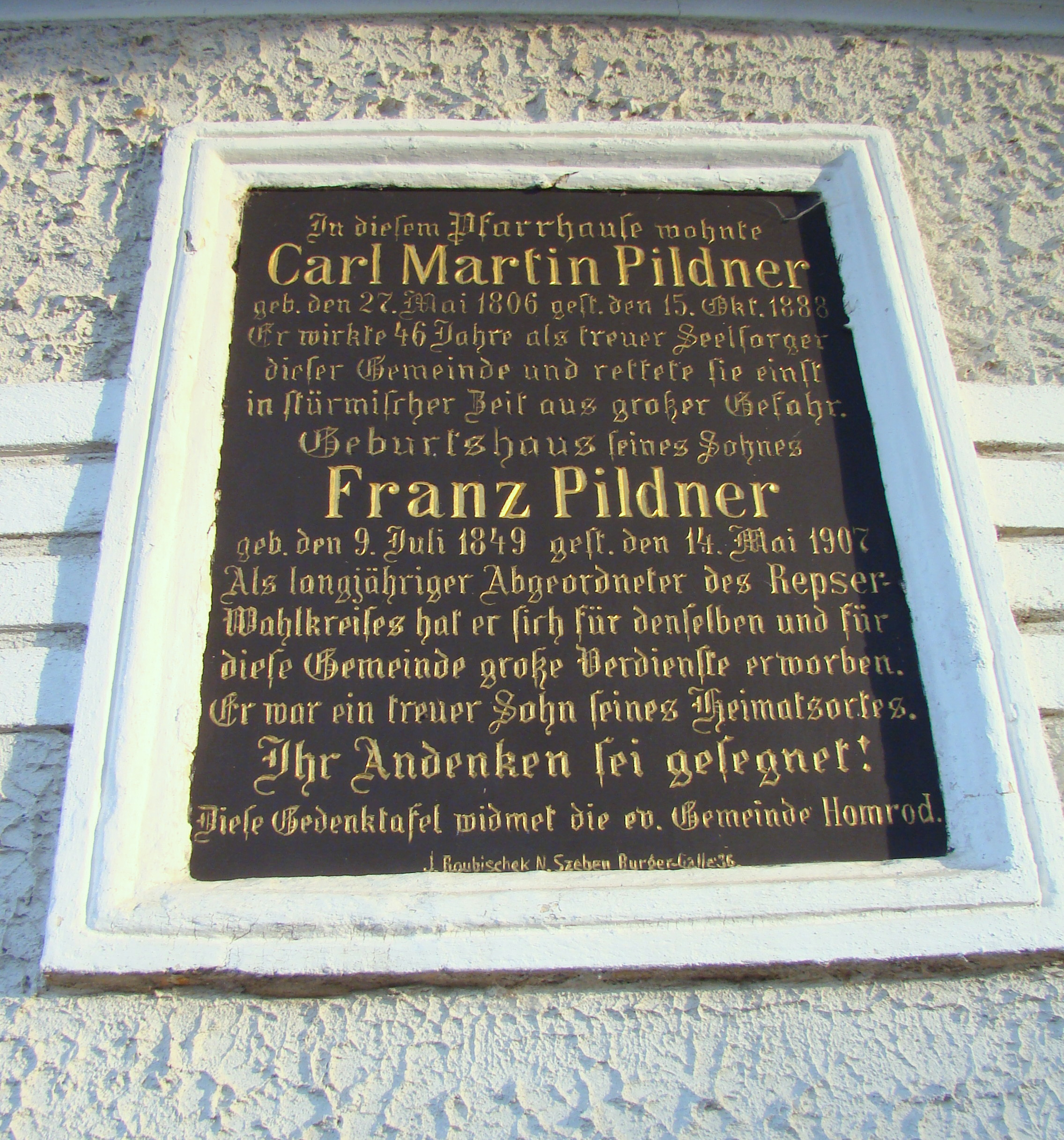
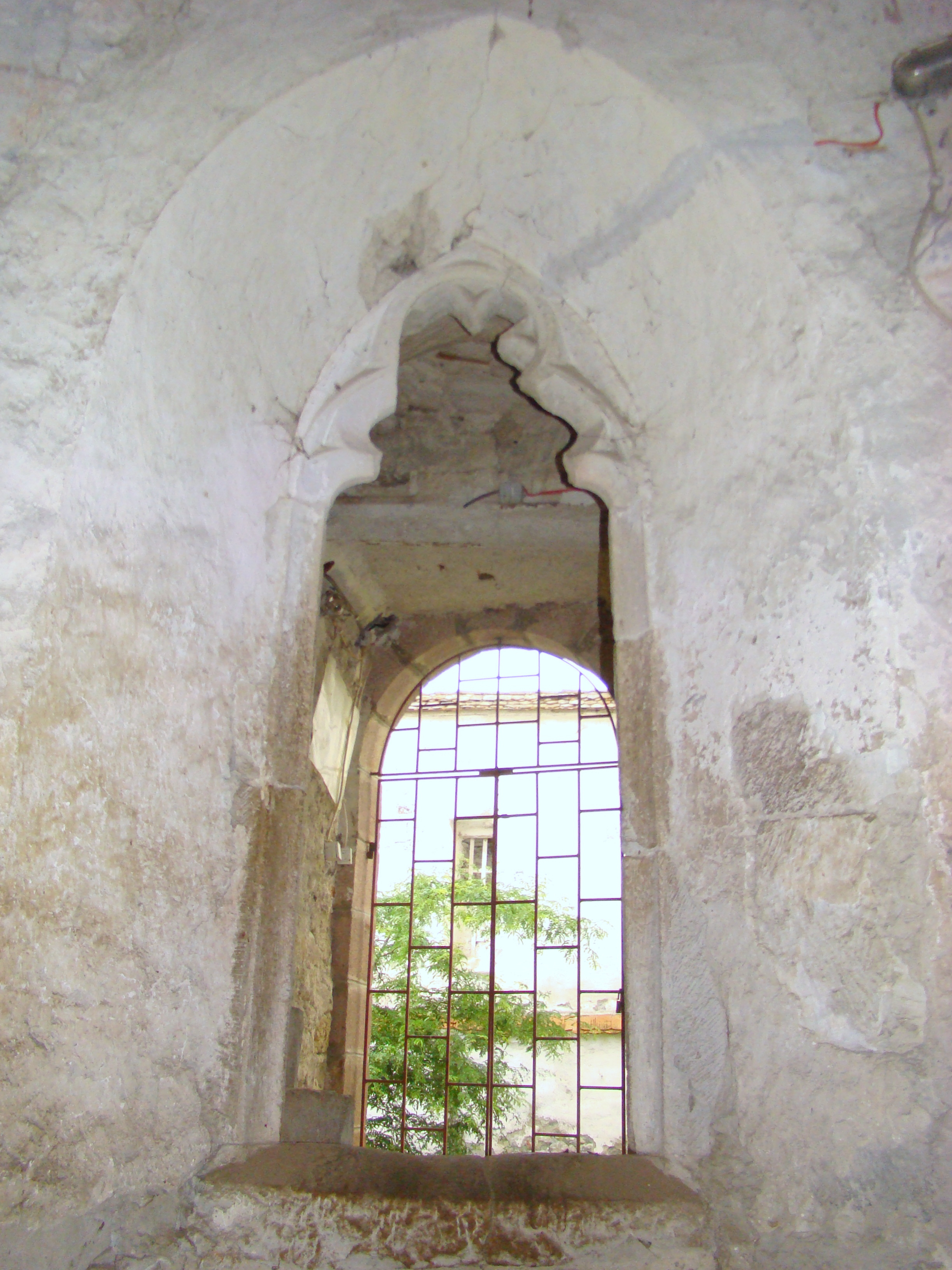
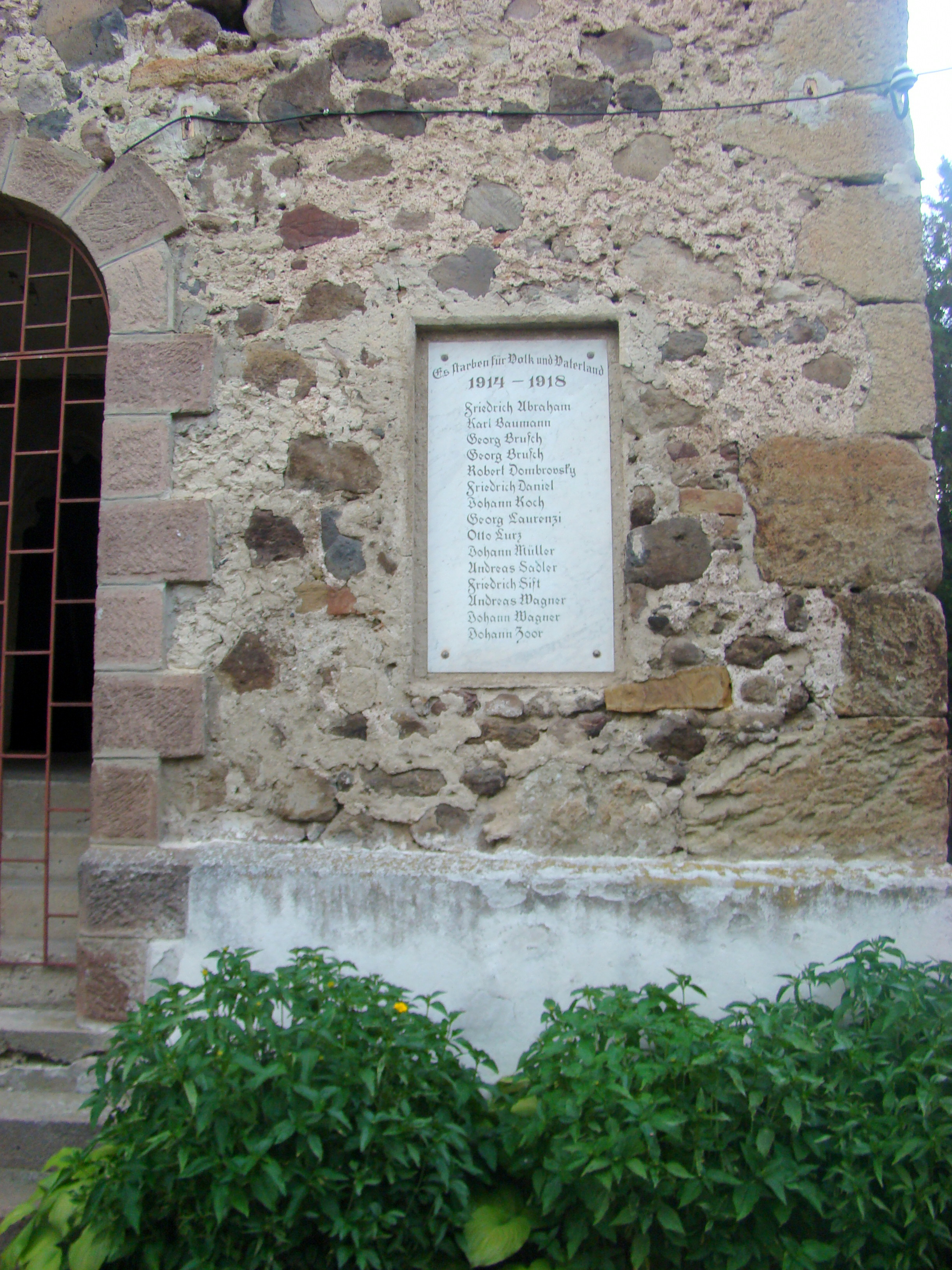
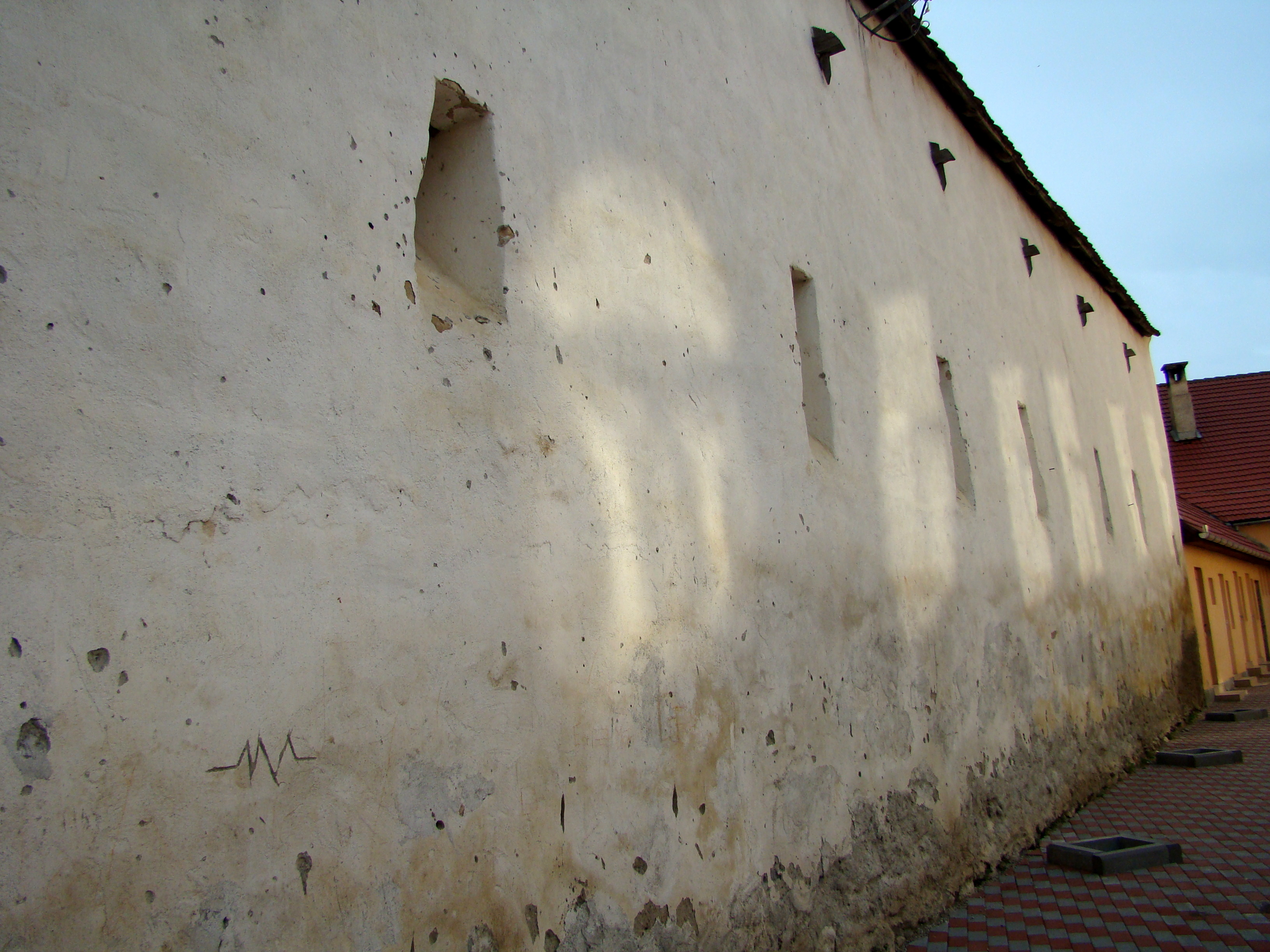
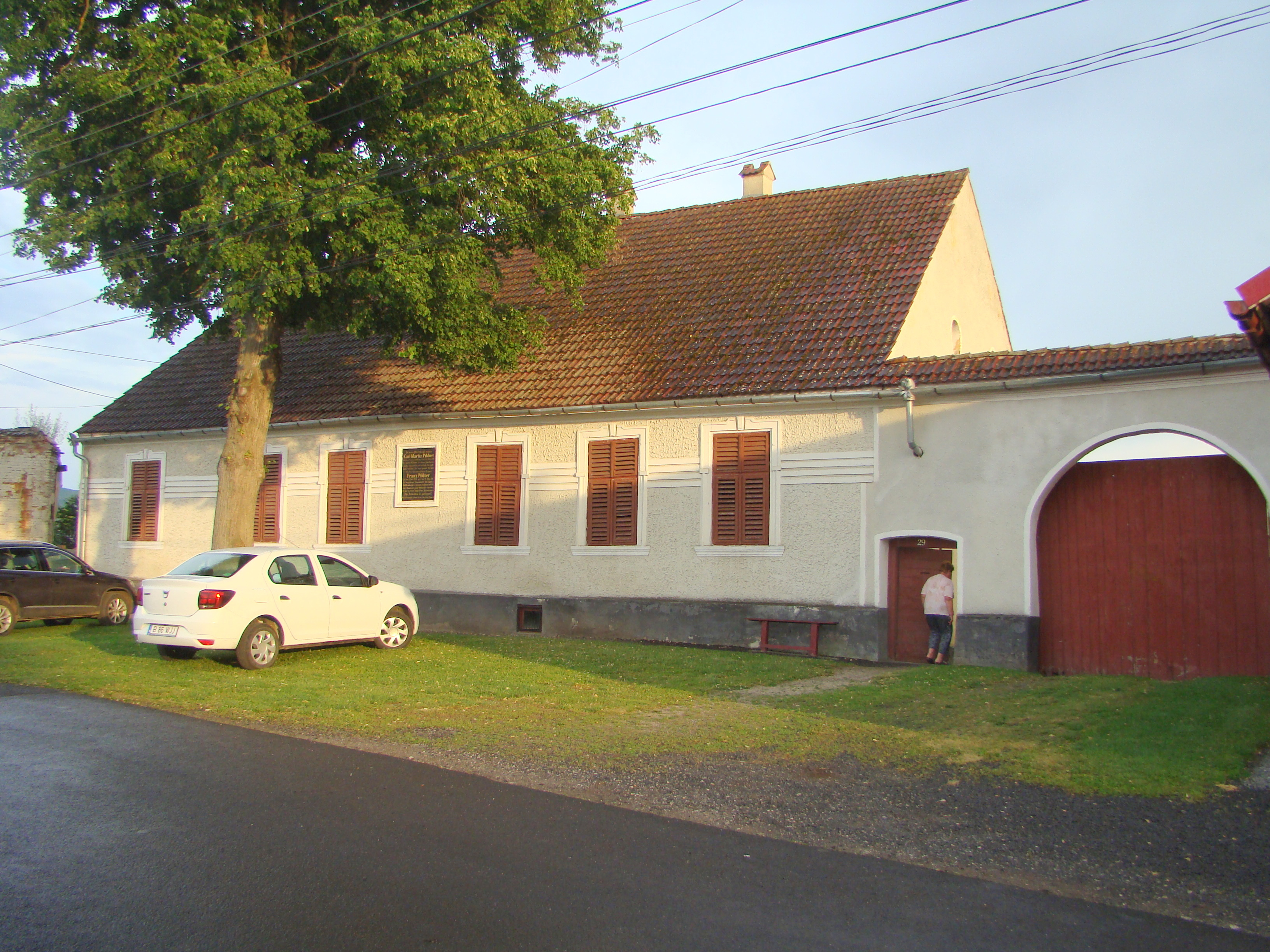
Casa parohială evanghelică

## Imagini din interior

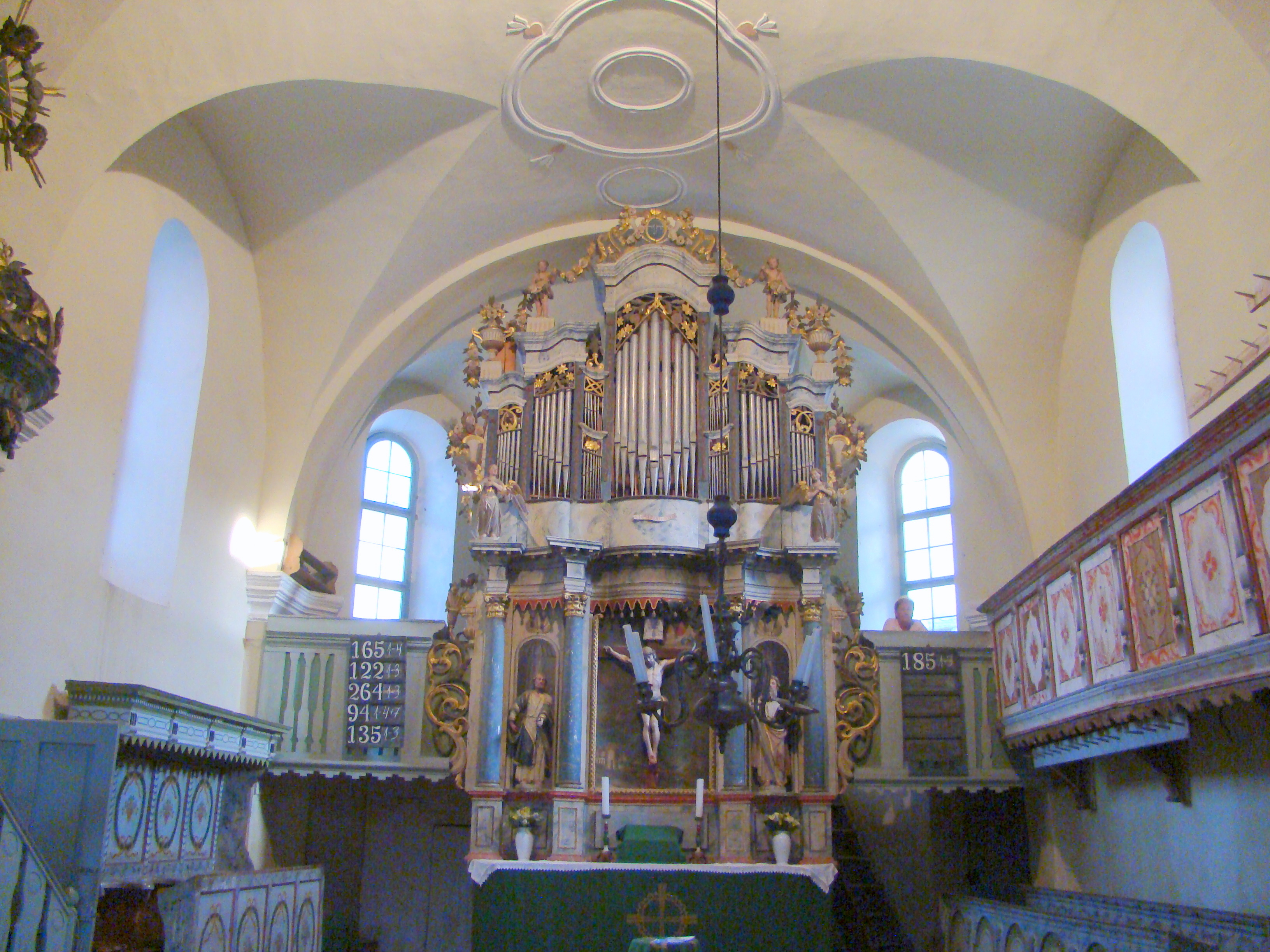
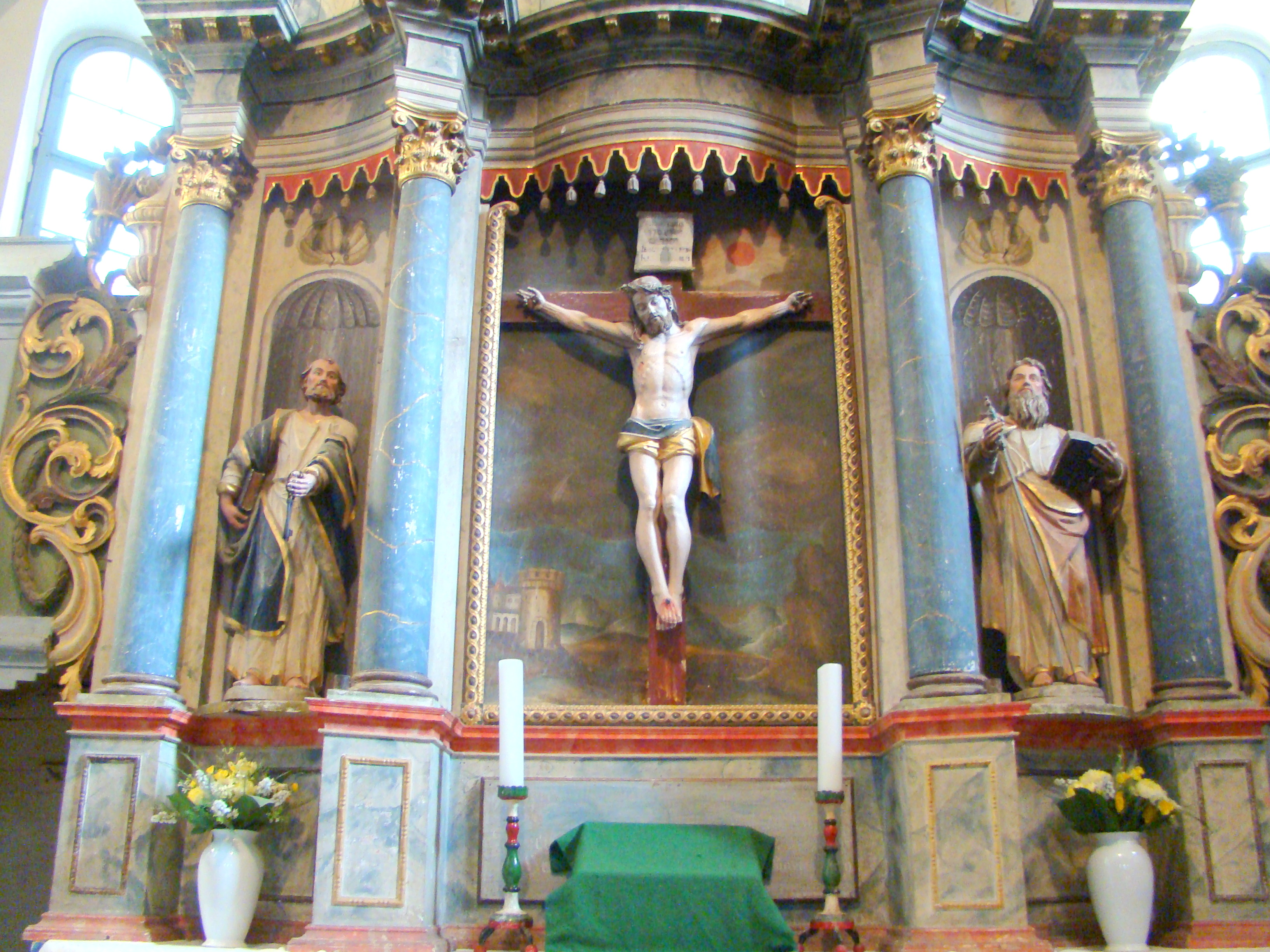
Altarul bisericii evanghelice fortificate din Homorod
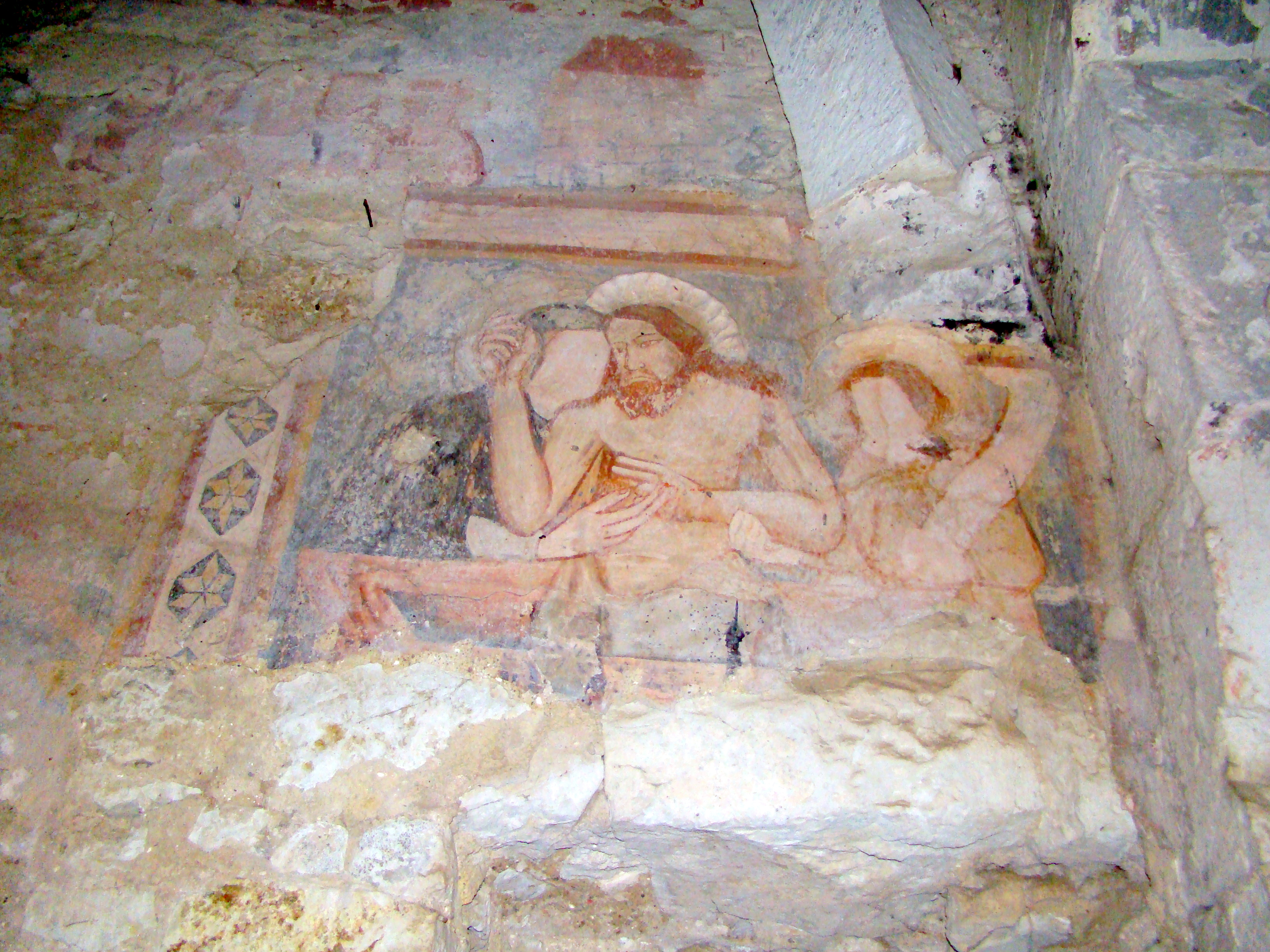
În cor s-au păstrat cele mai vechi picturi murale transilvănene, unde s-au contopit elemente romanice cu elemente gotice, picturi executate curând după terminarea construcției, către sfârșitul secolului al XIII-lea.
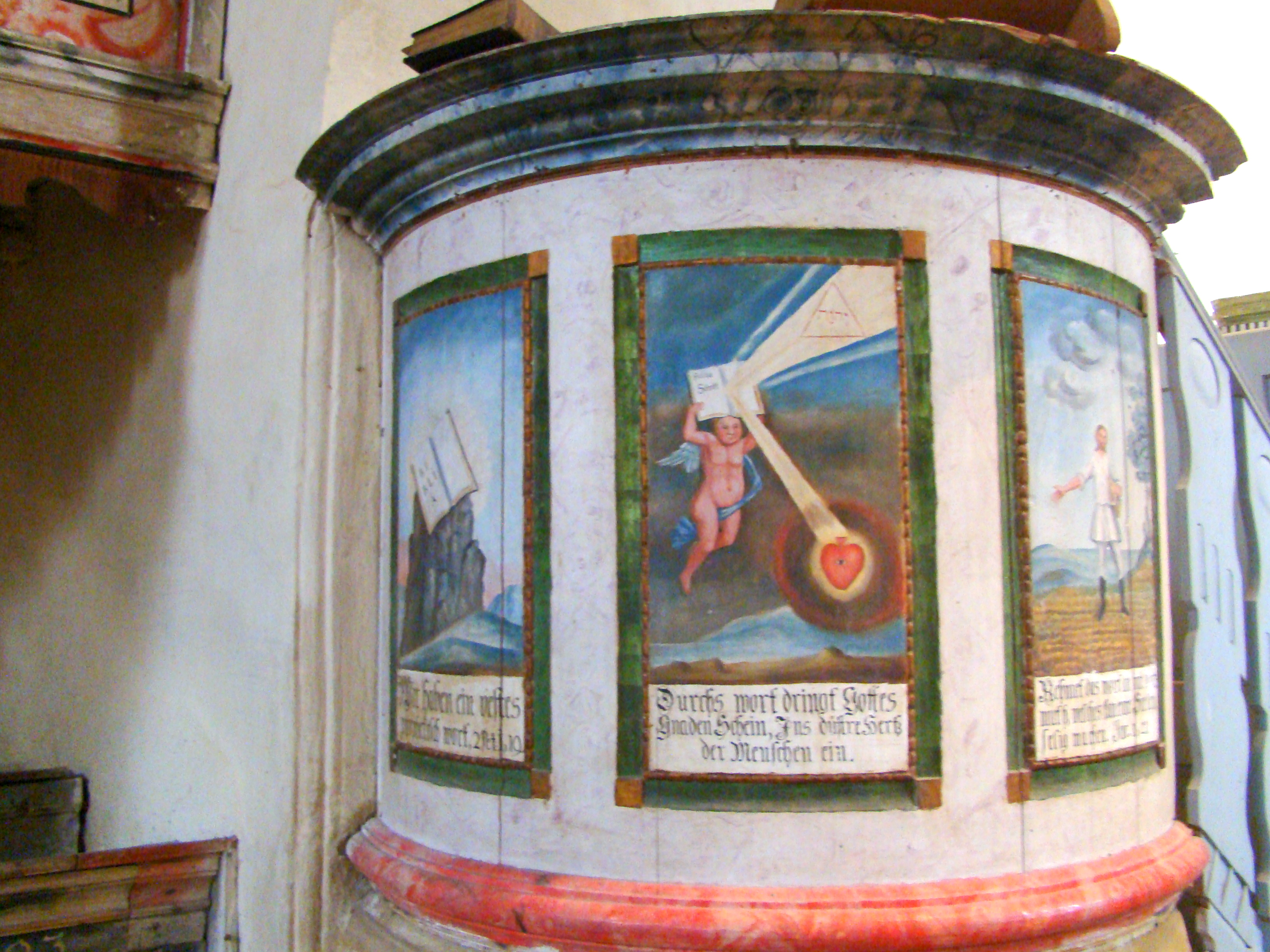
Amvonul (1793), cu panourile cu pictură de factură populară
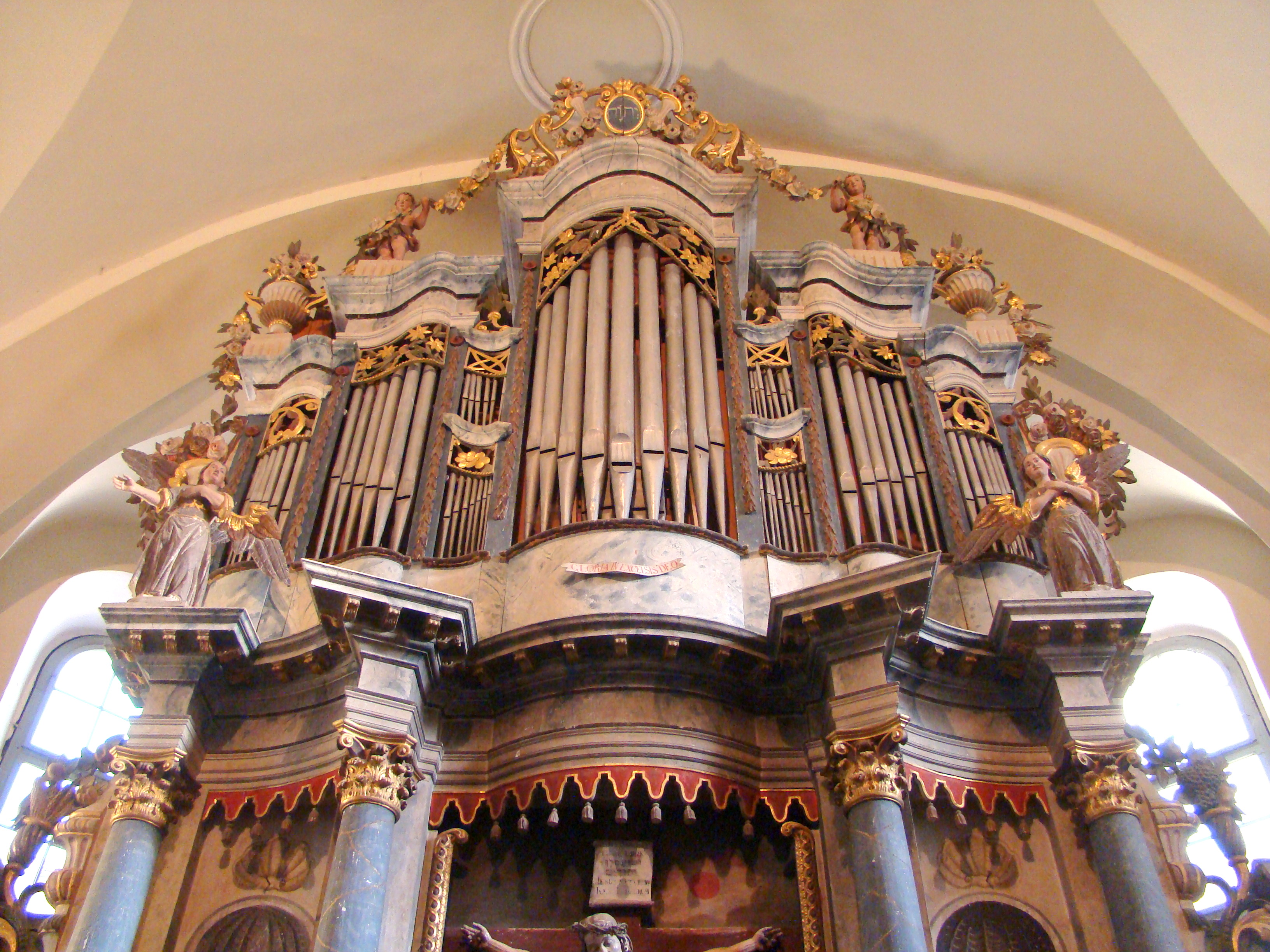
Orga bisericii, construită de Johannes Prause în 1793, restaurată de Andreas Scherer în 1903
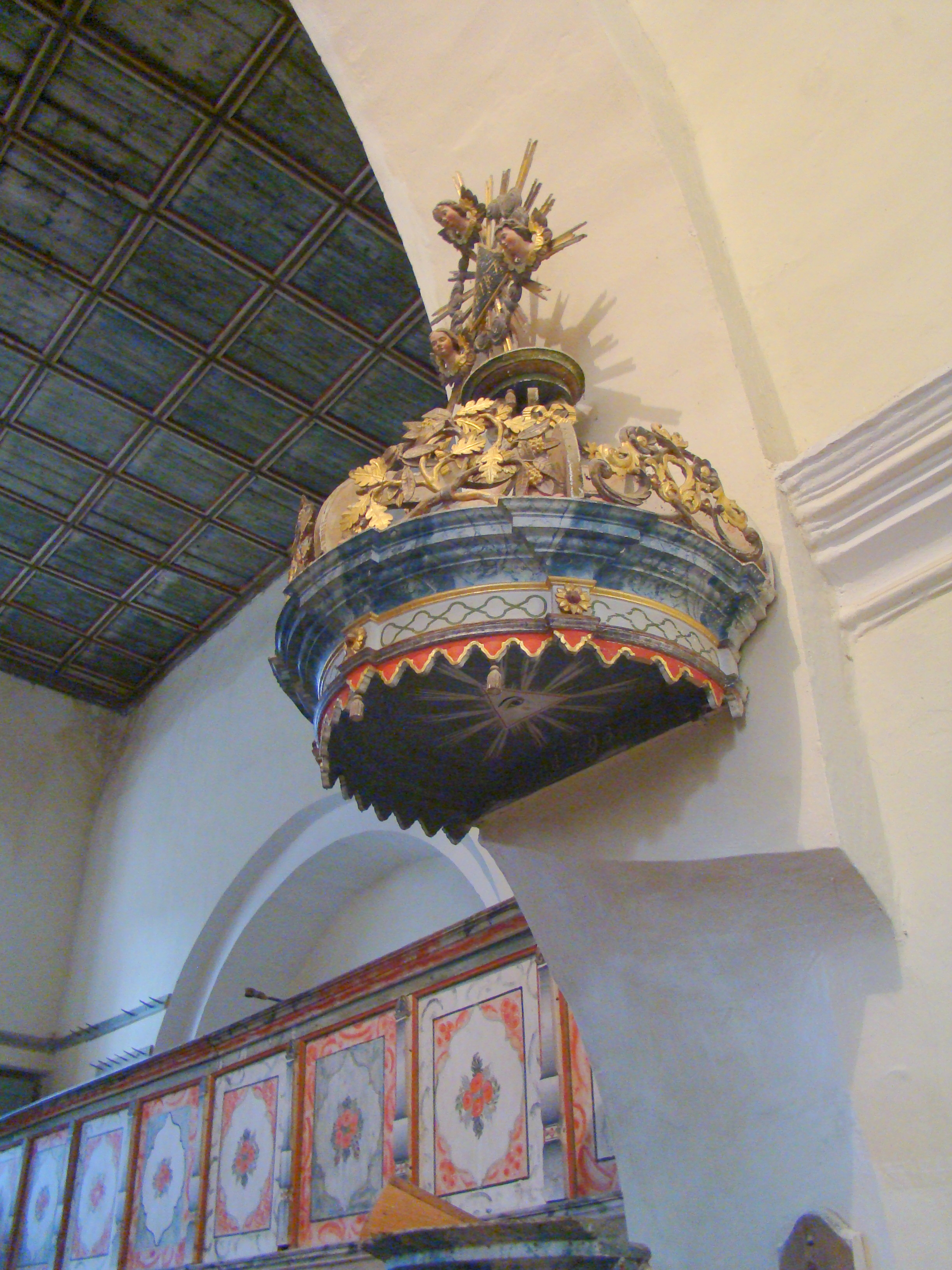
Coronamentul amvonului
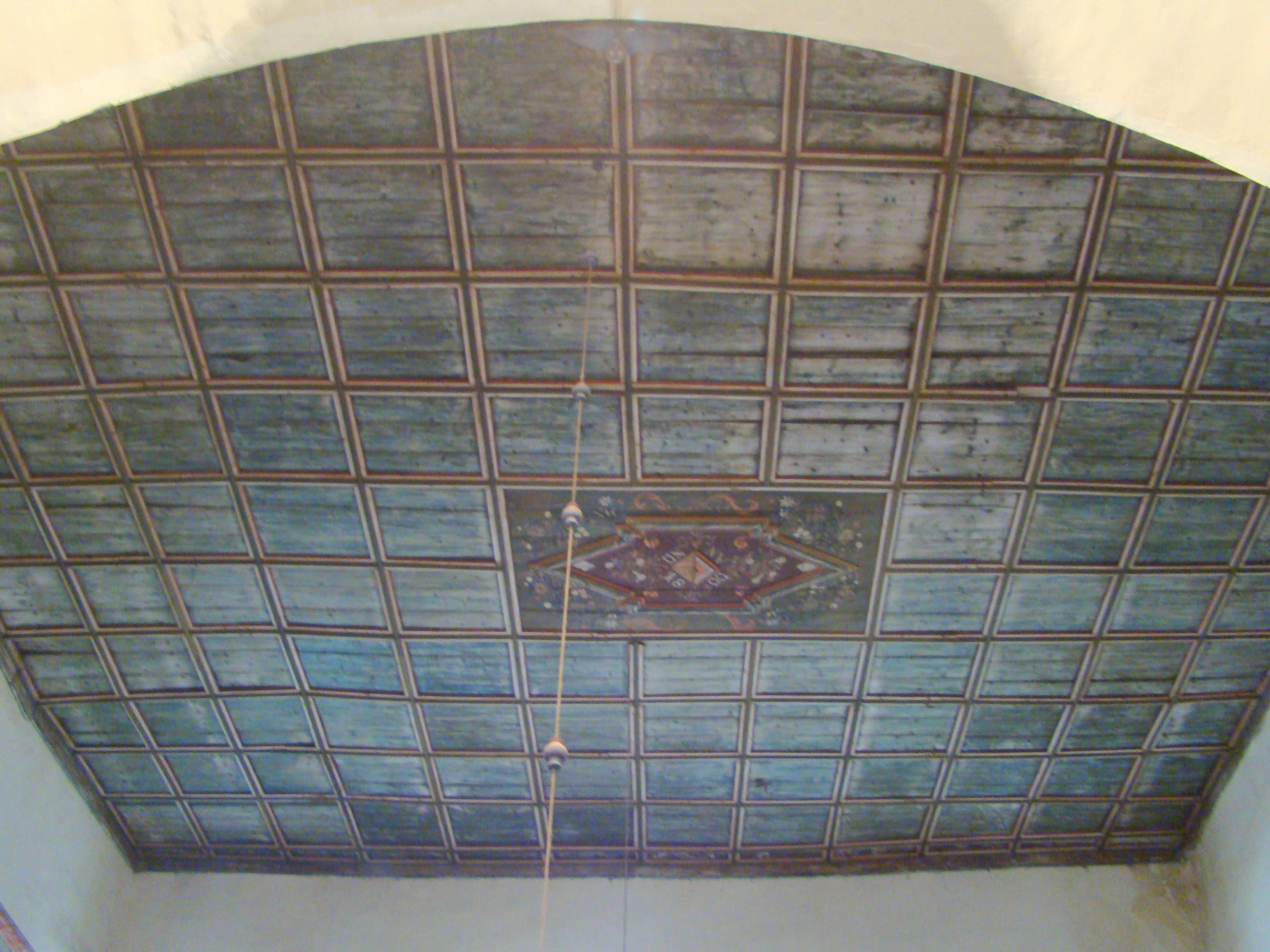
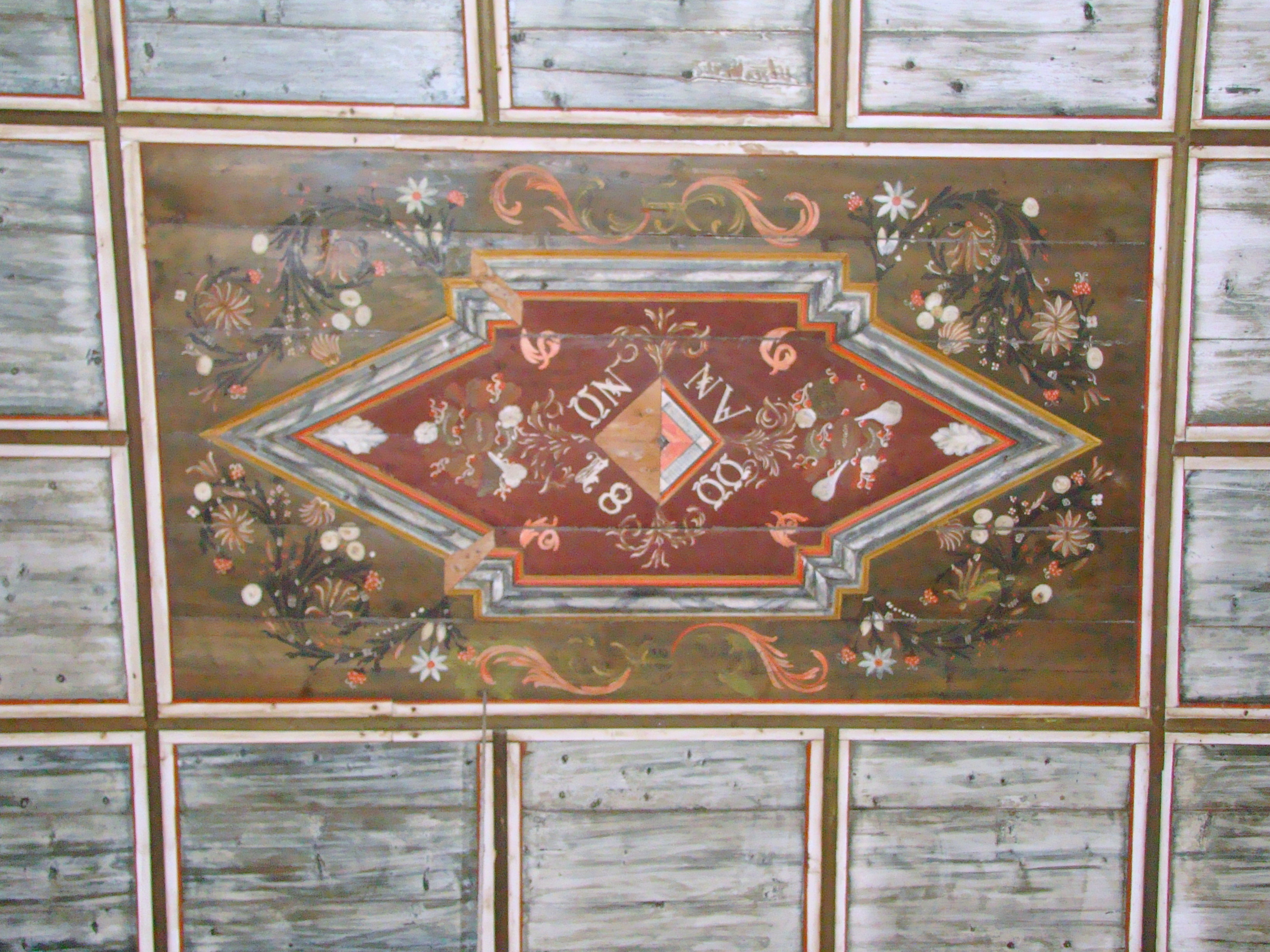
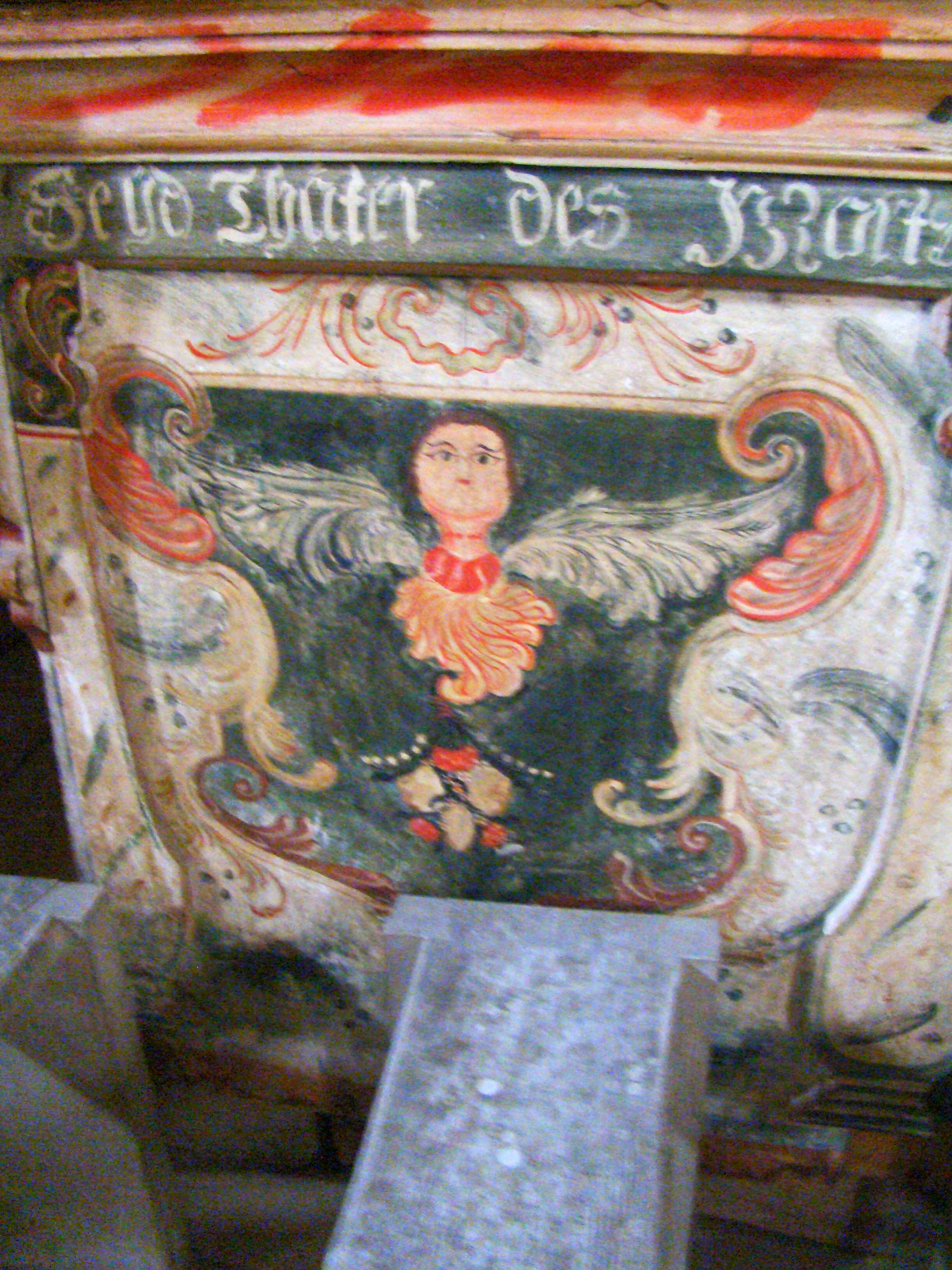
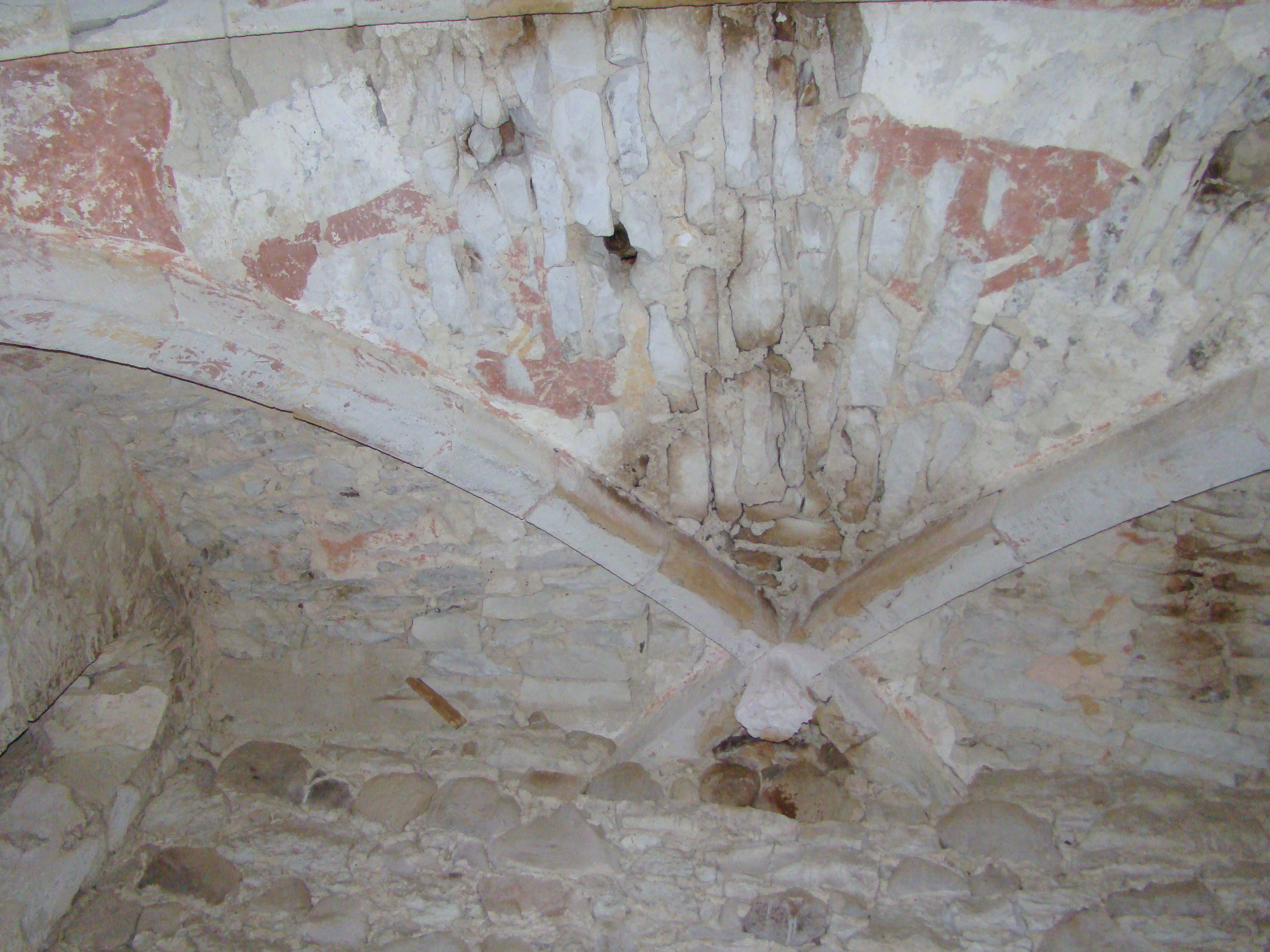
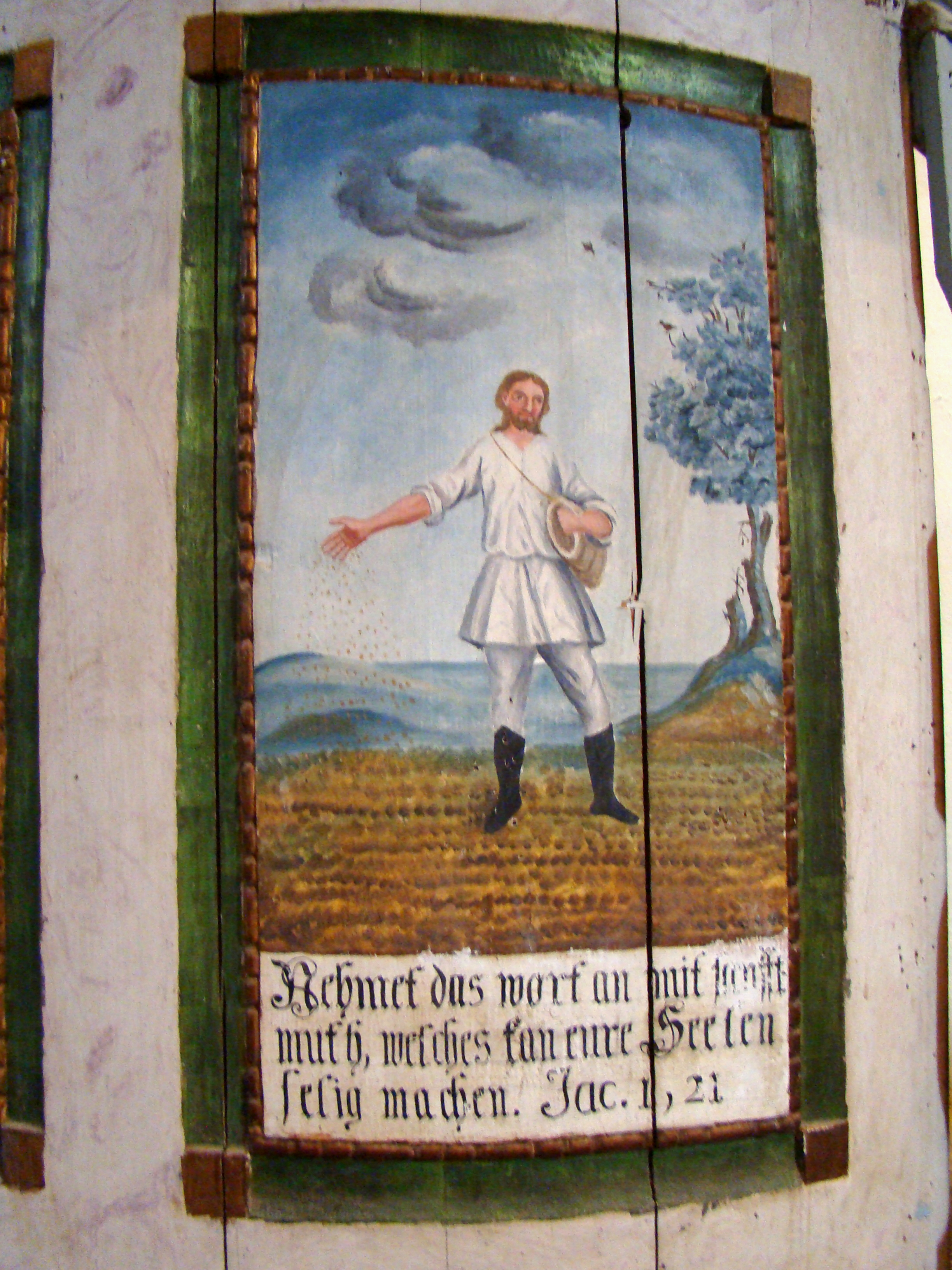
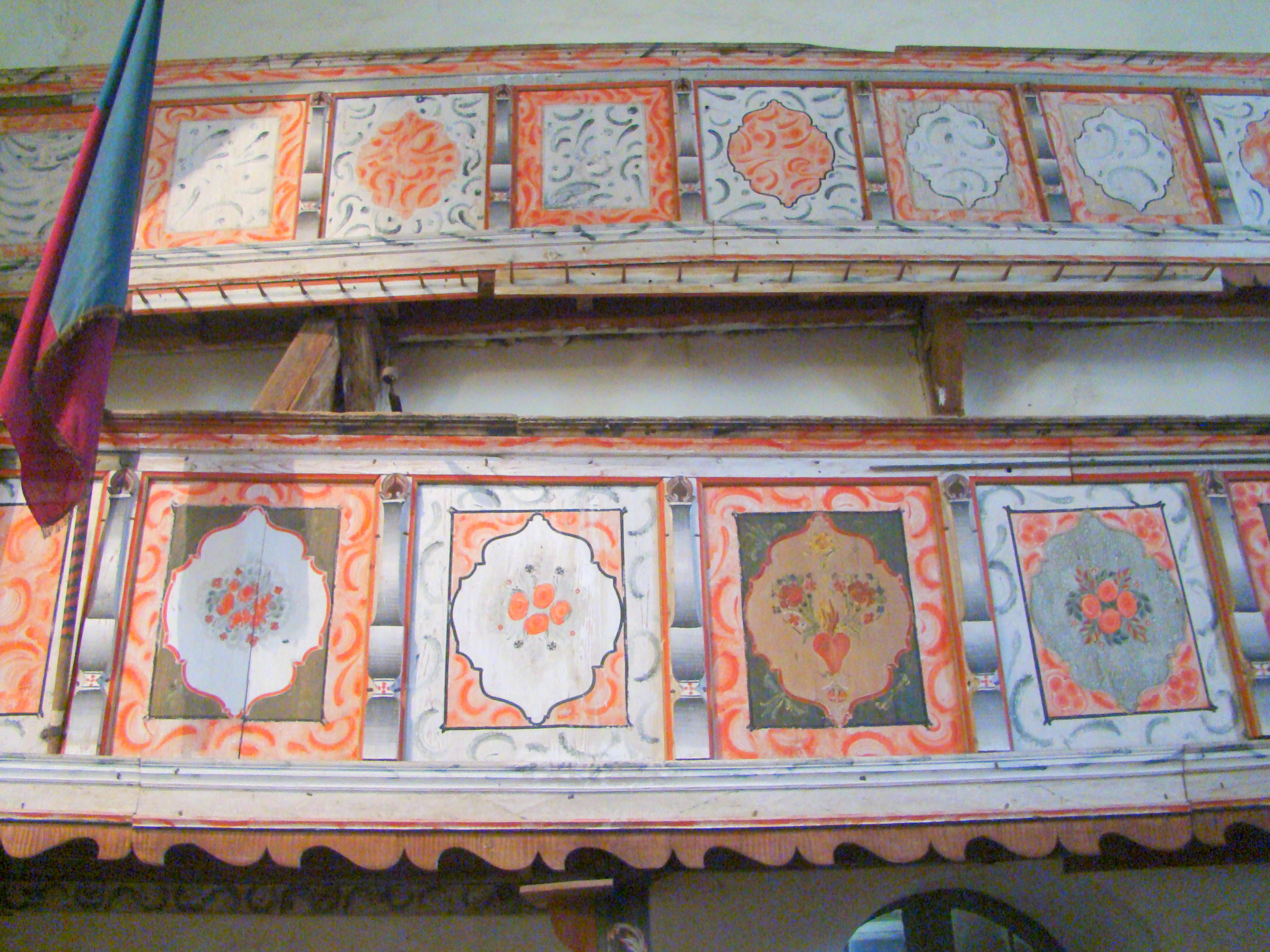
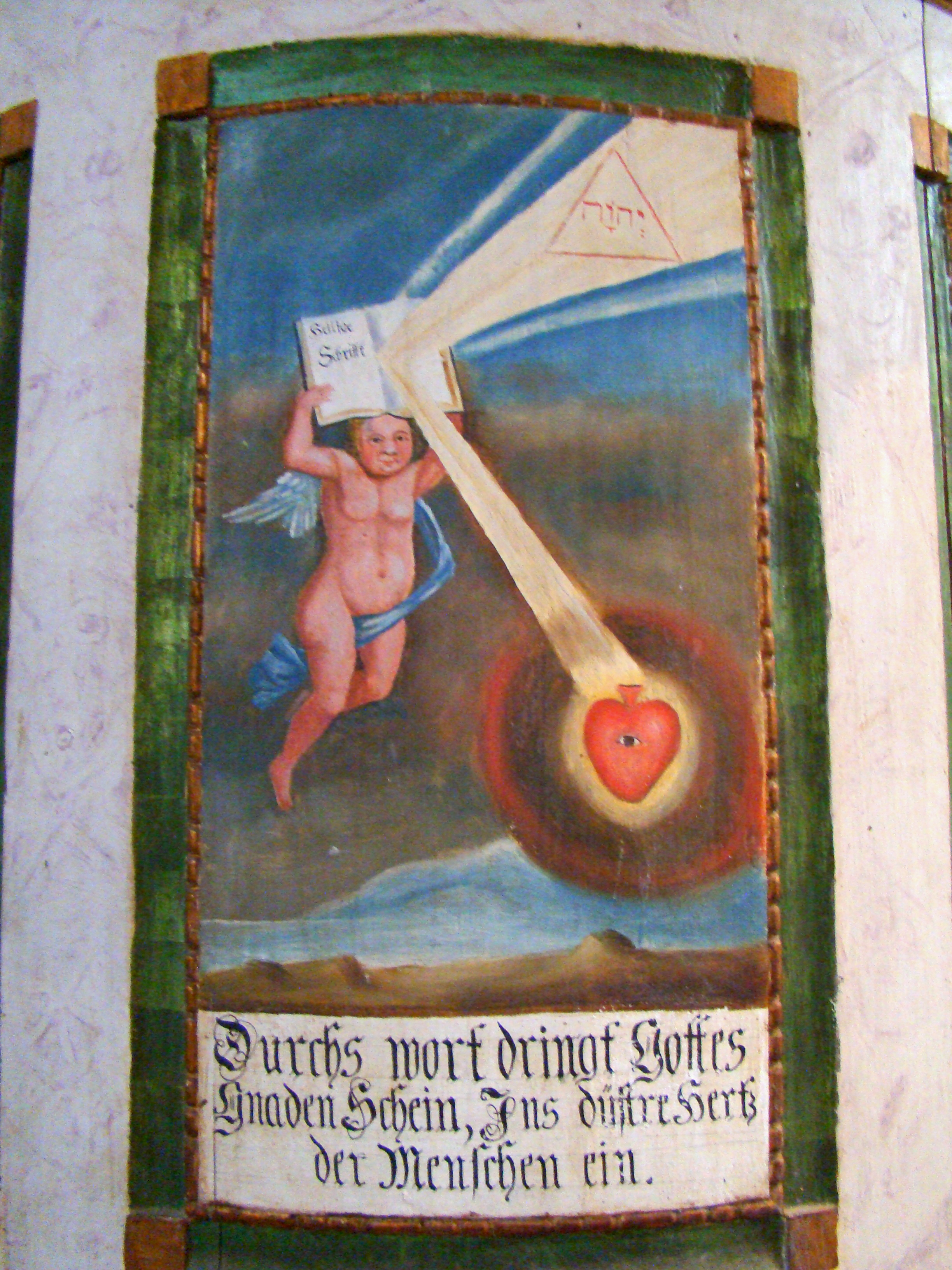
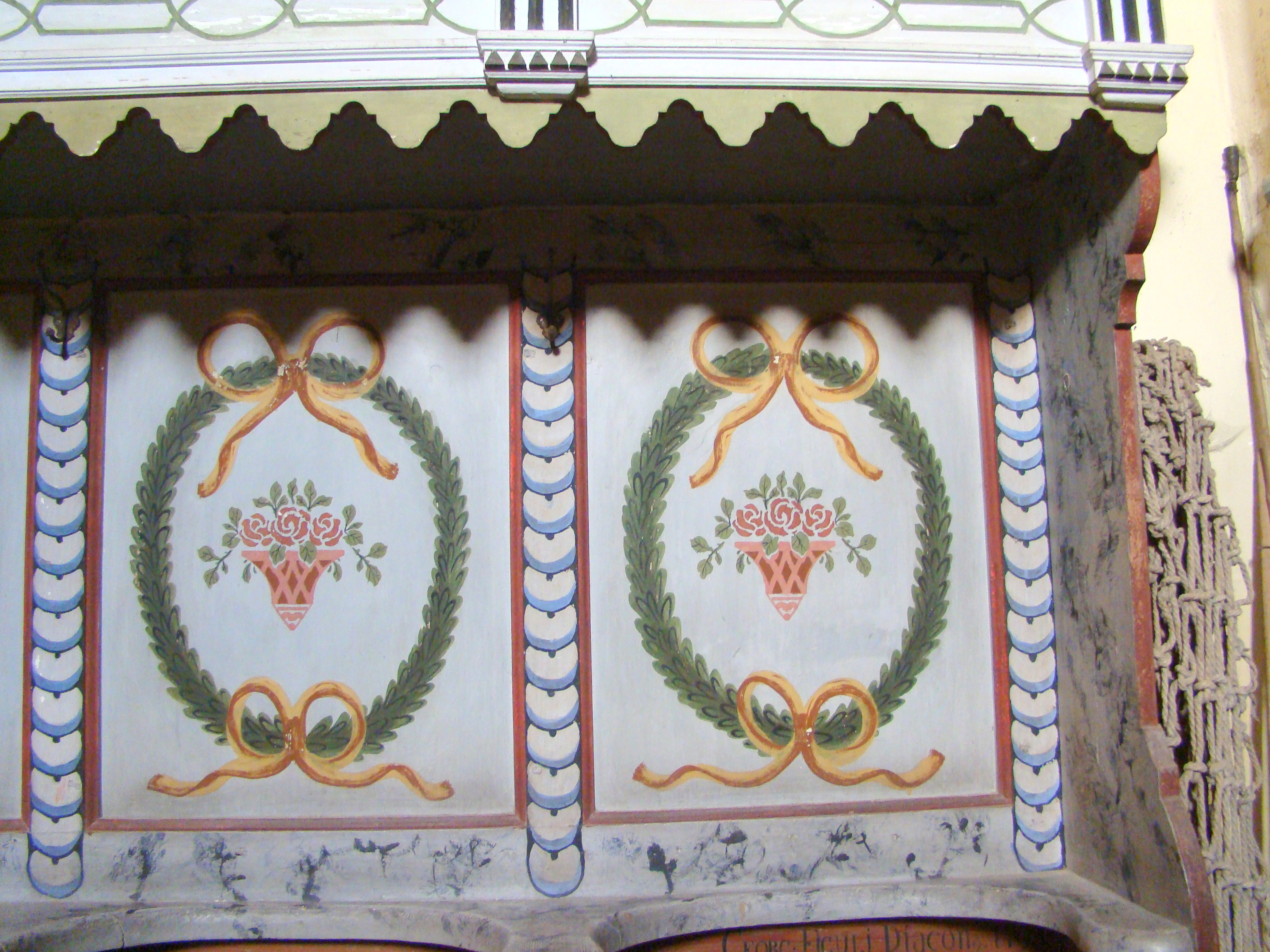
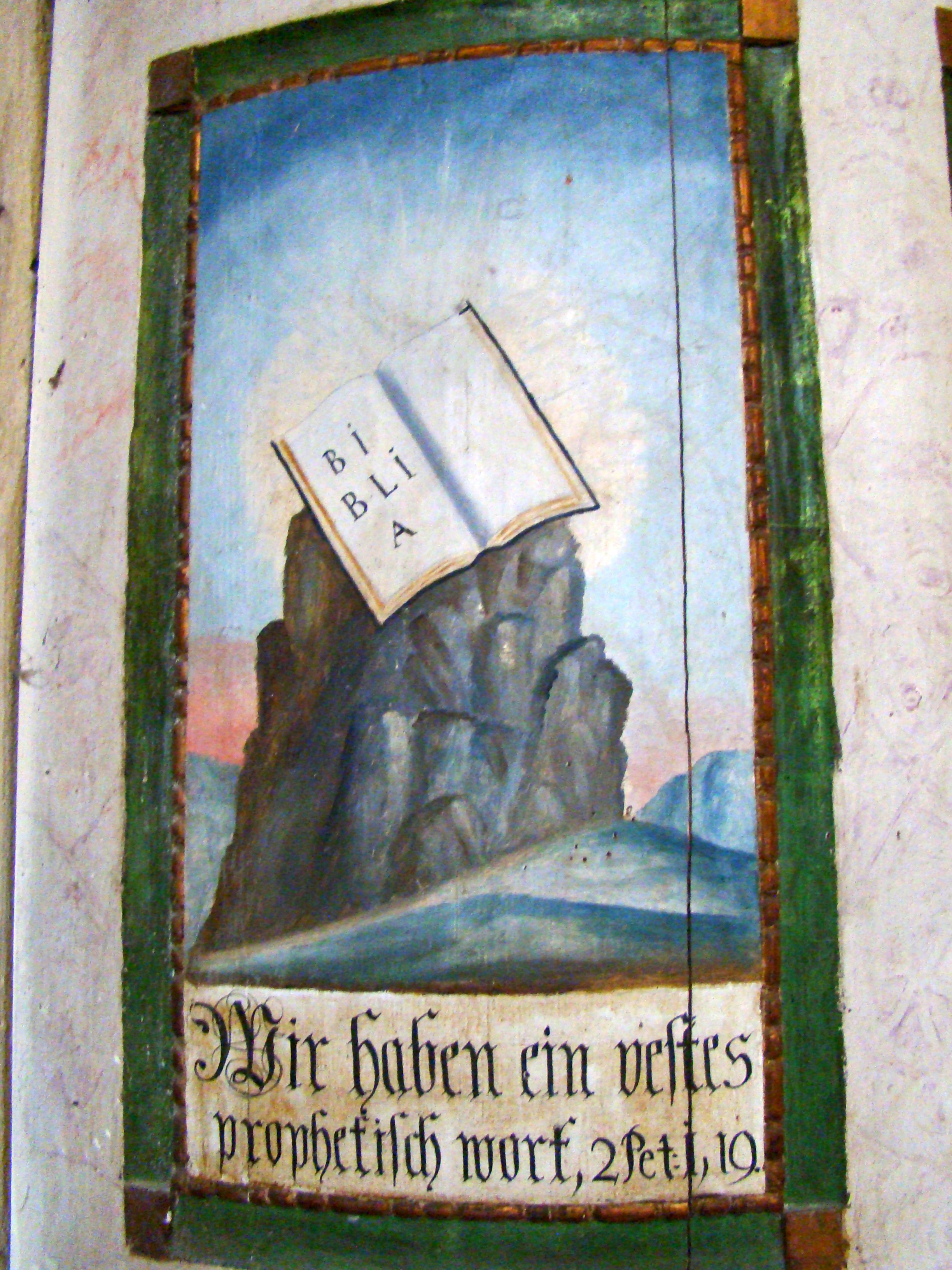
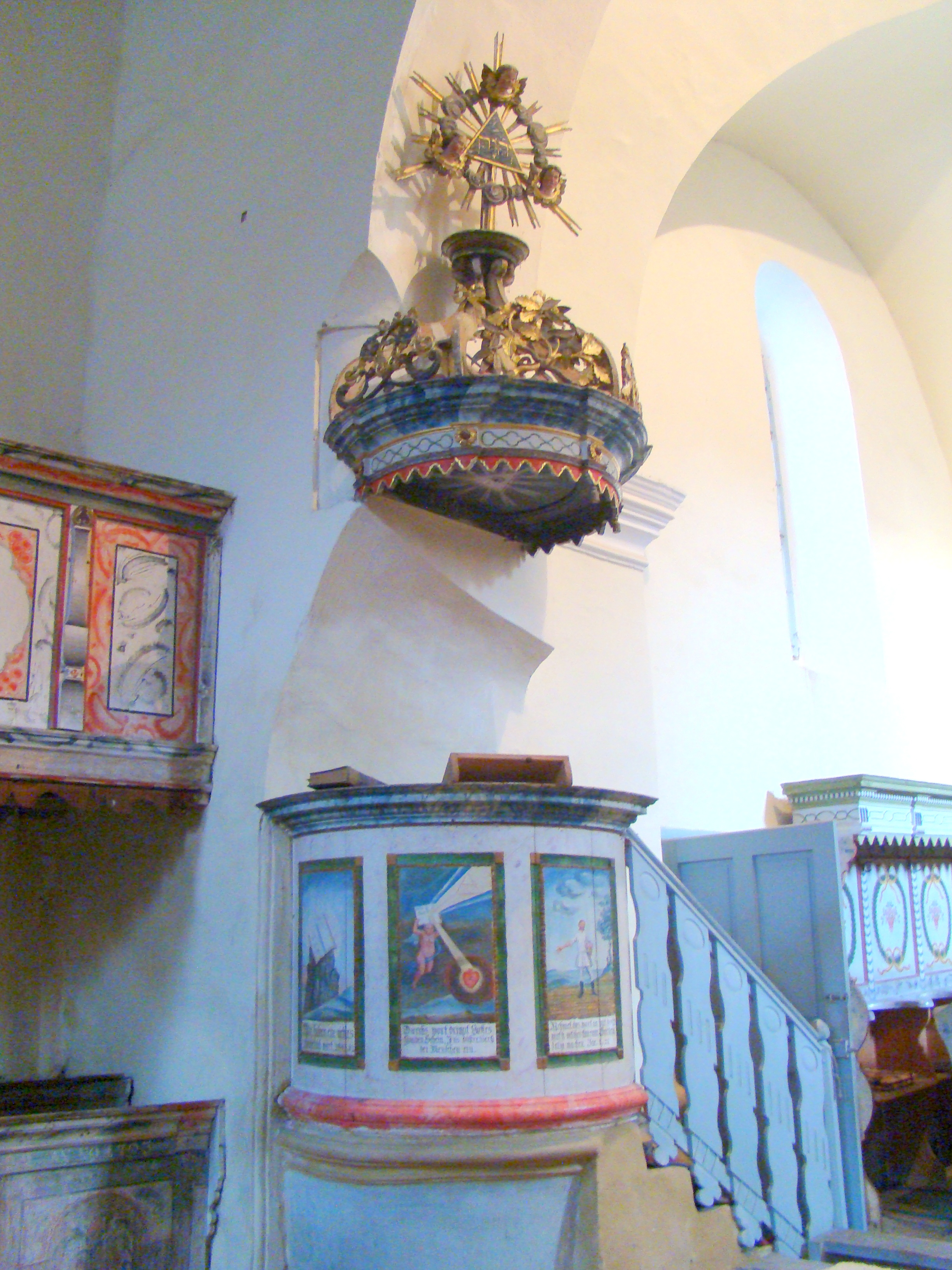
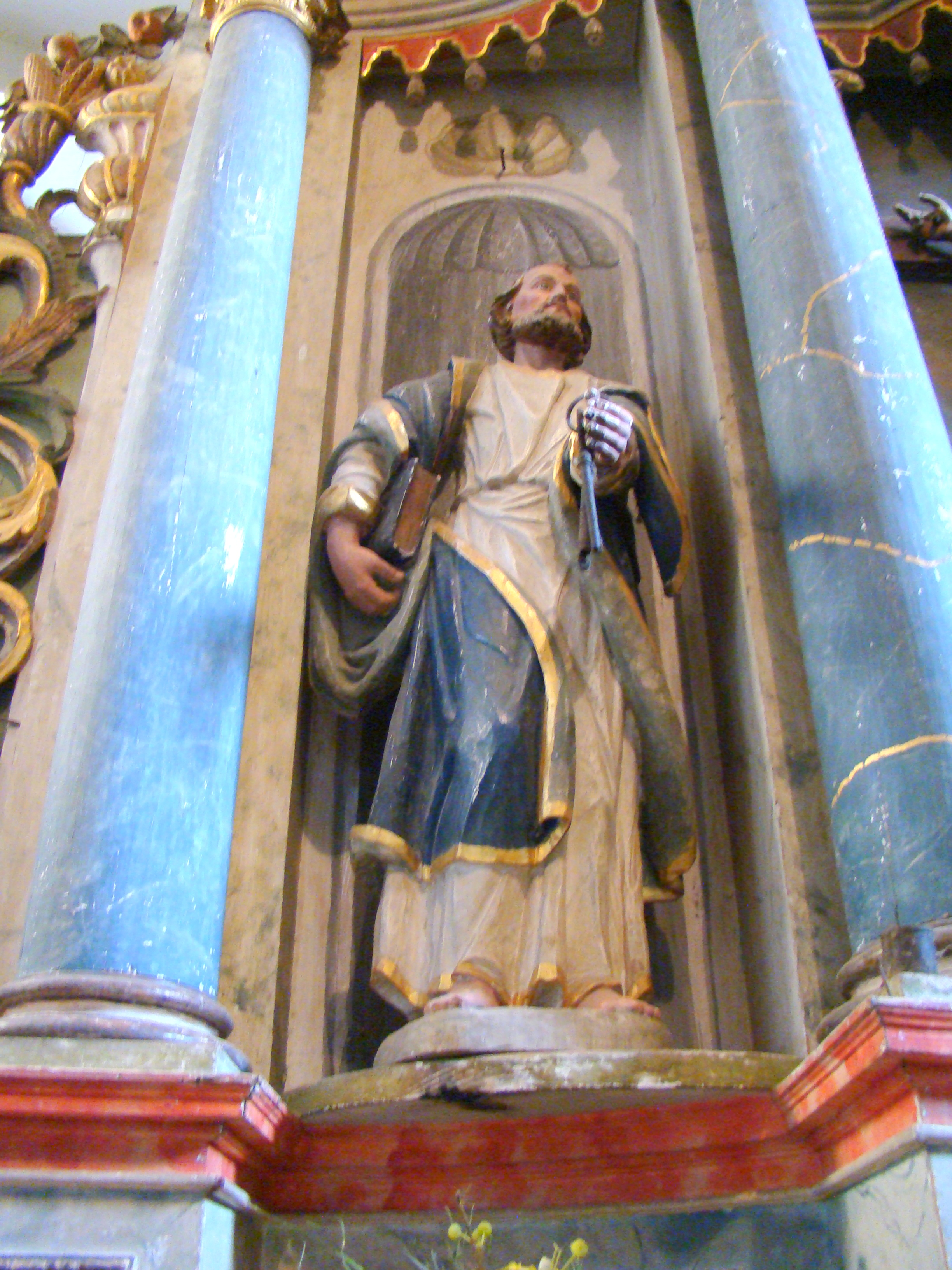
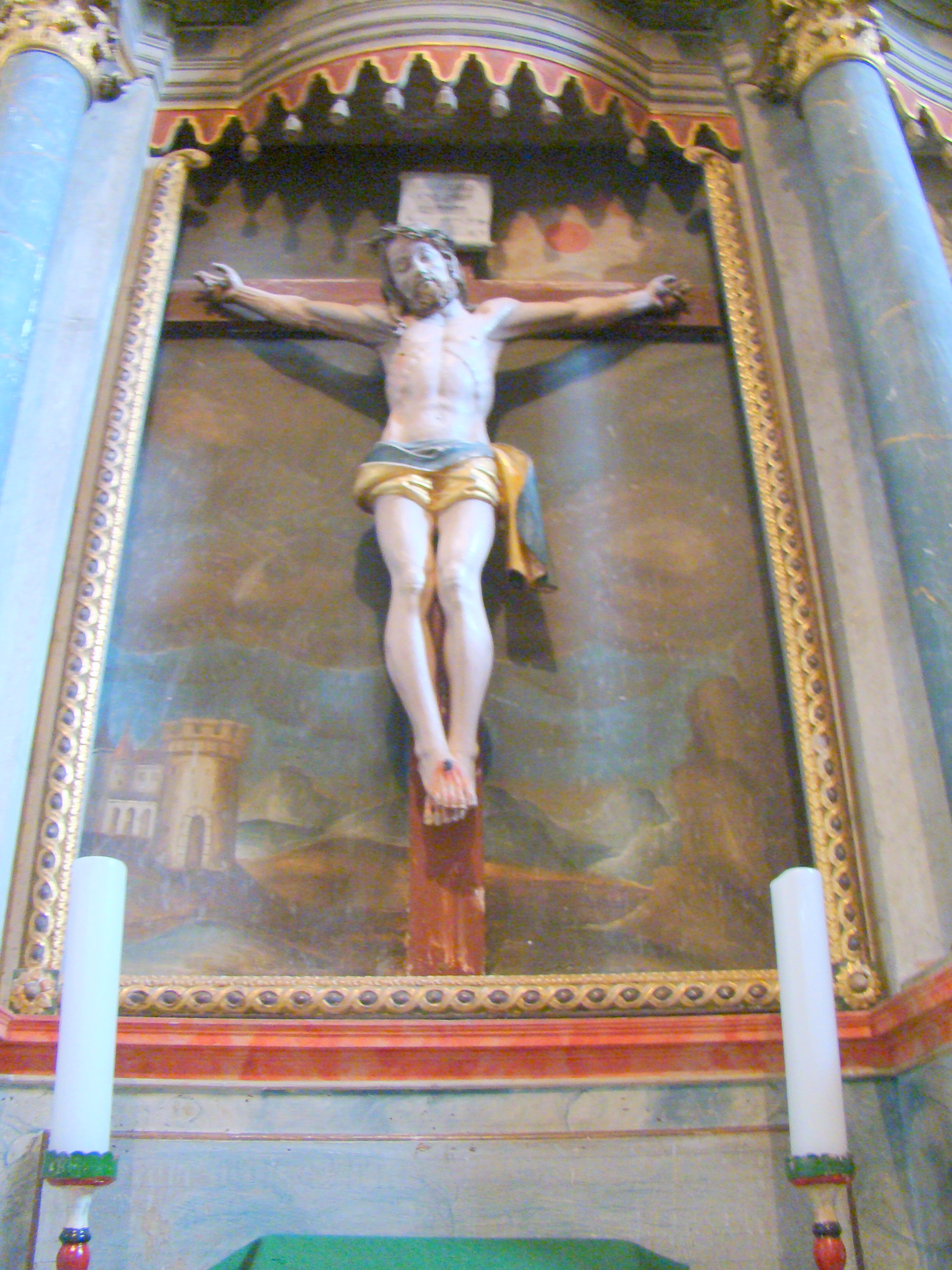
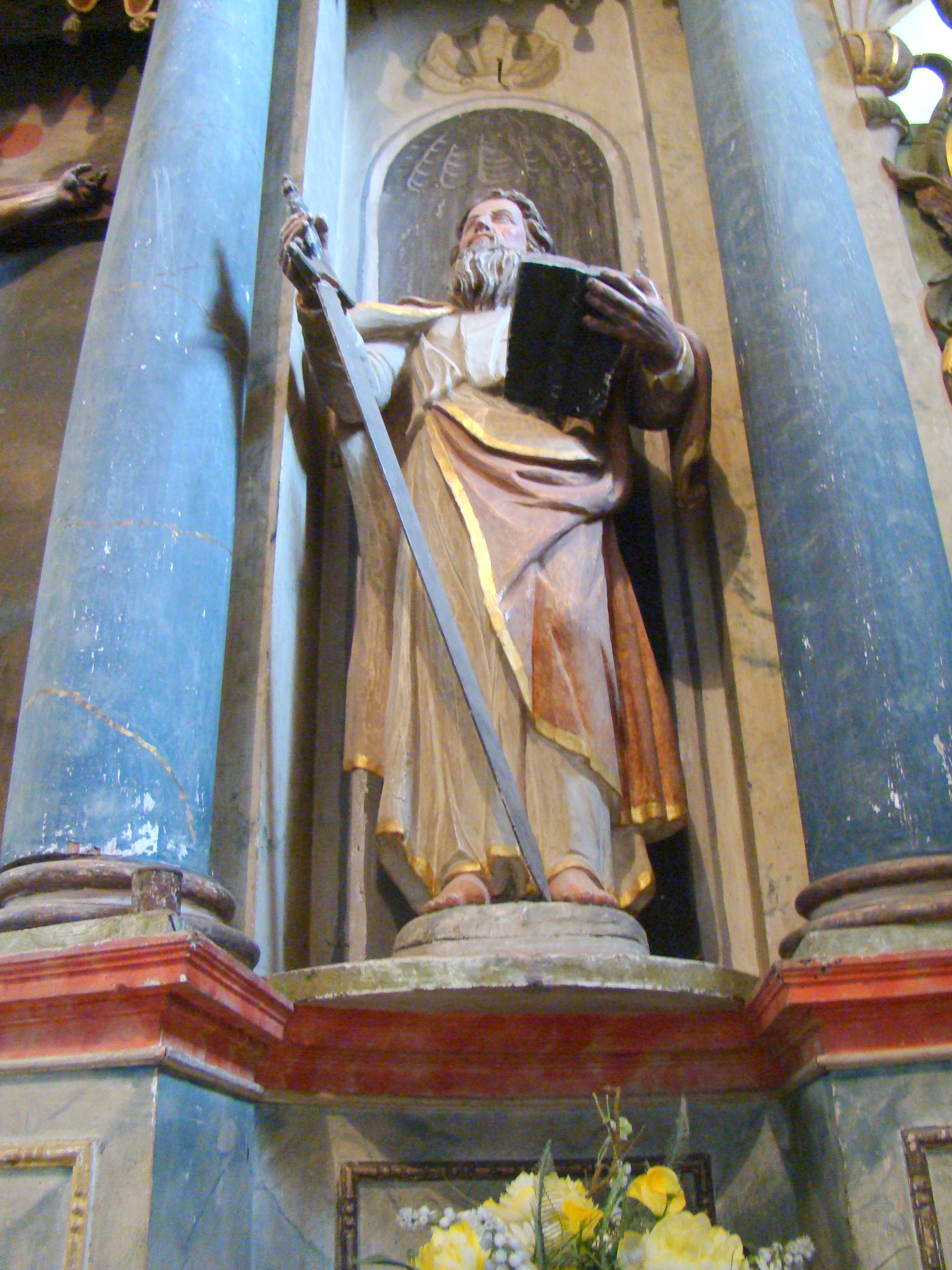
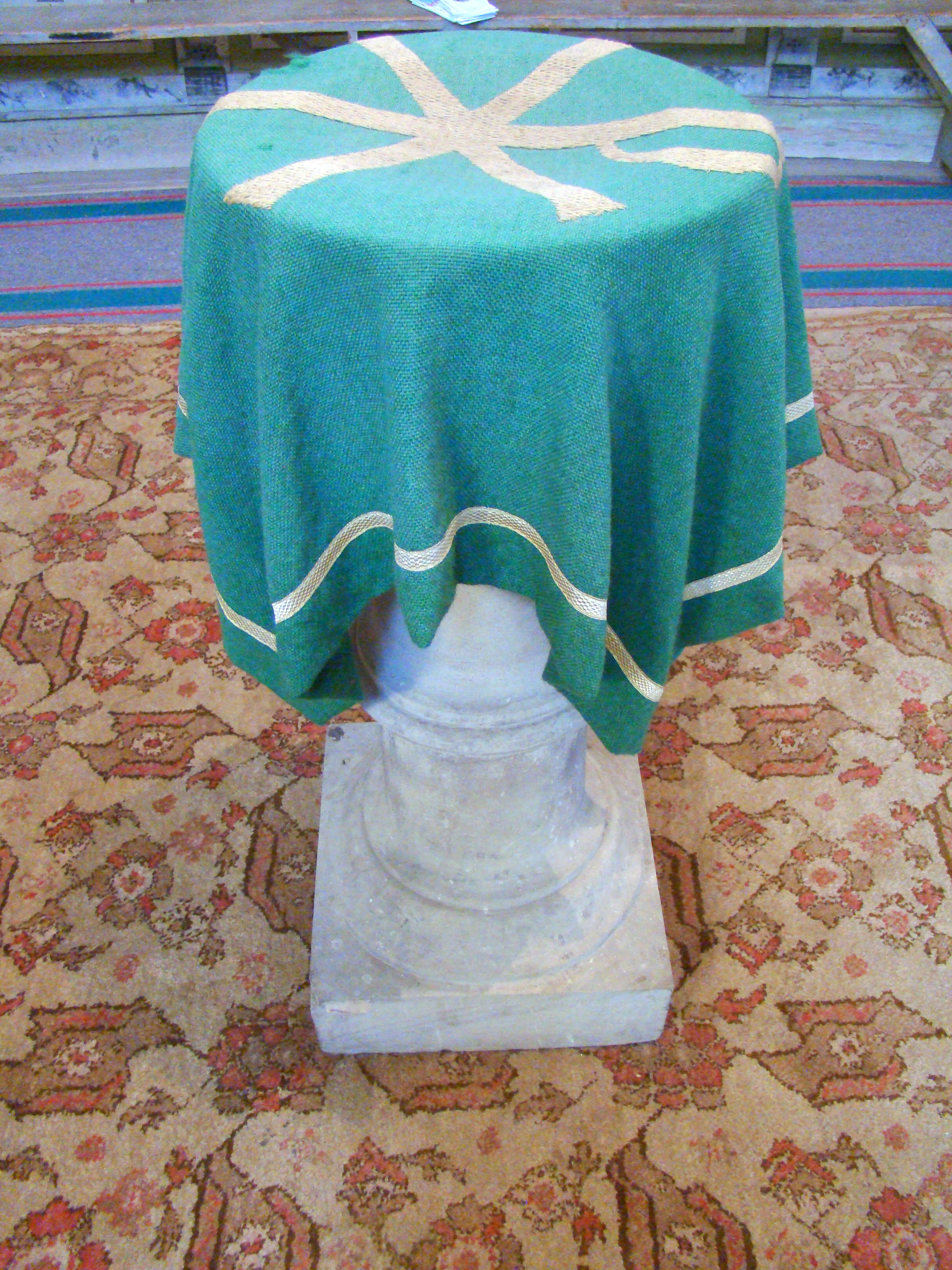
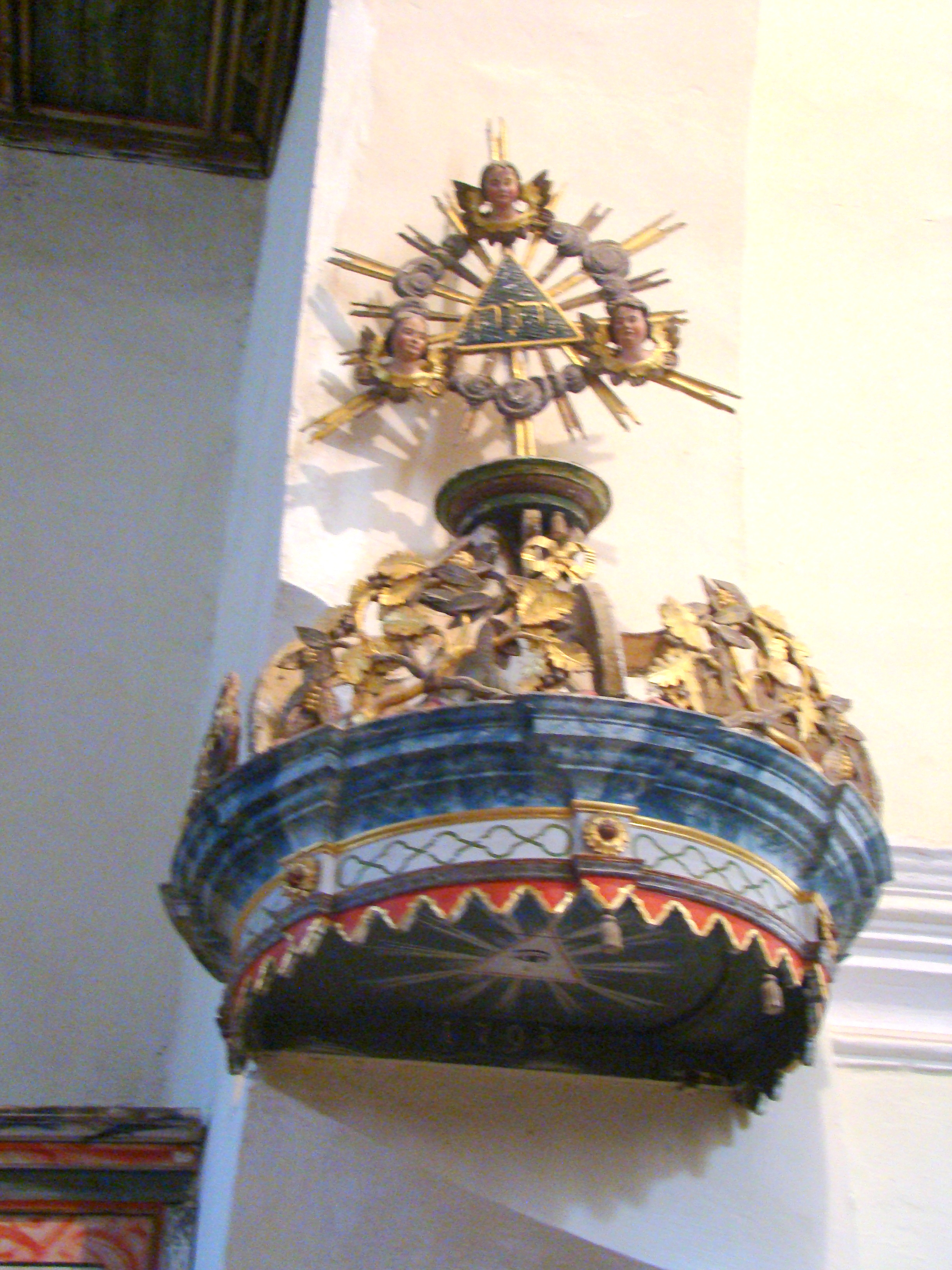
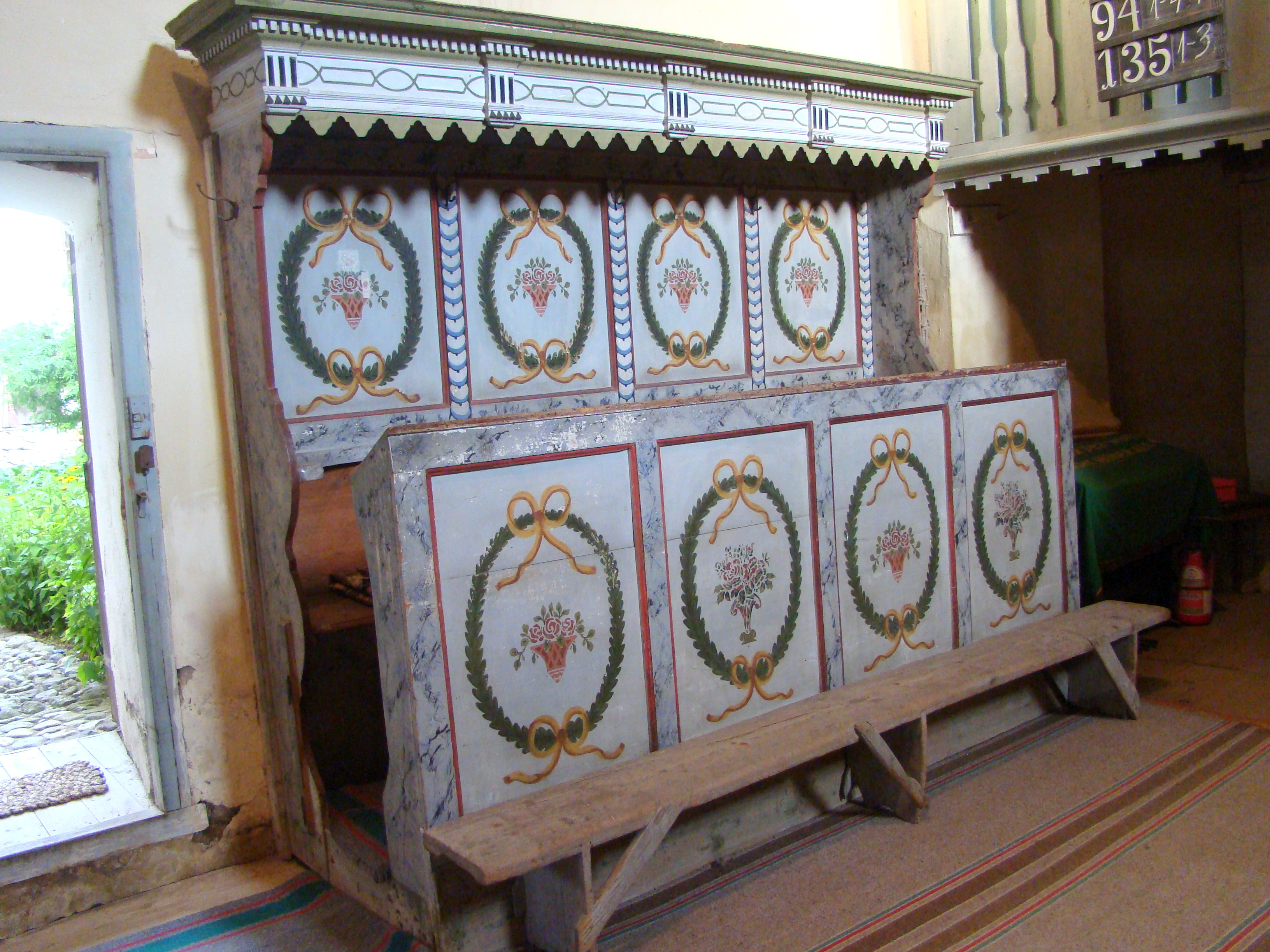
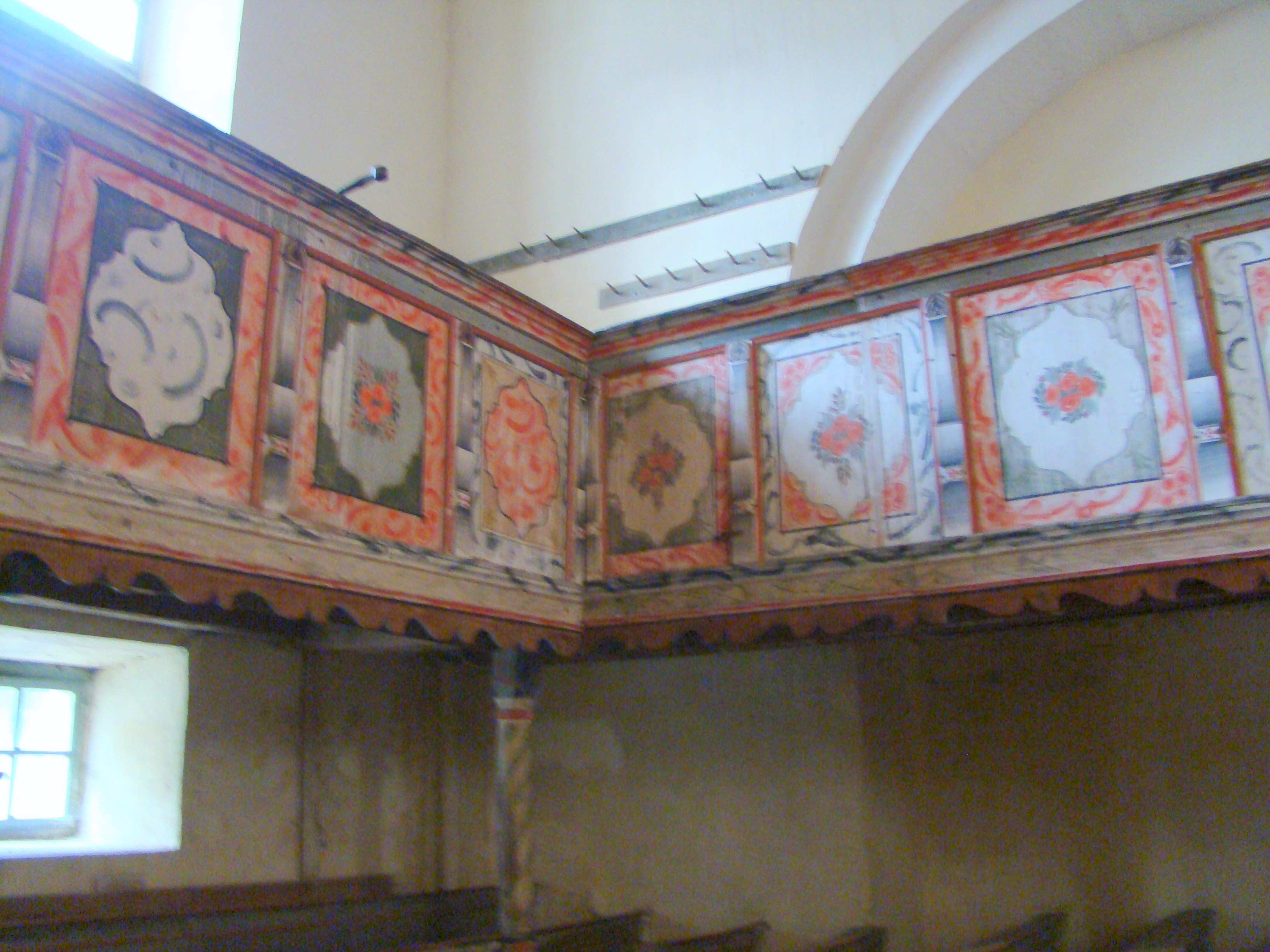
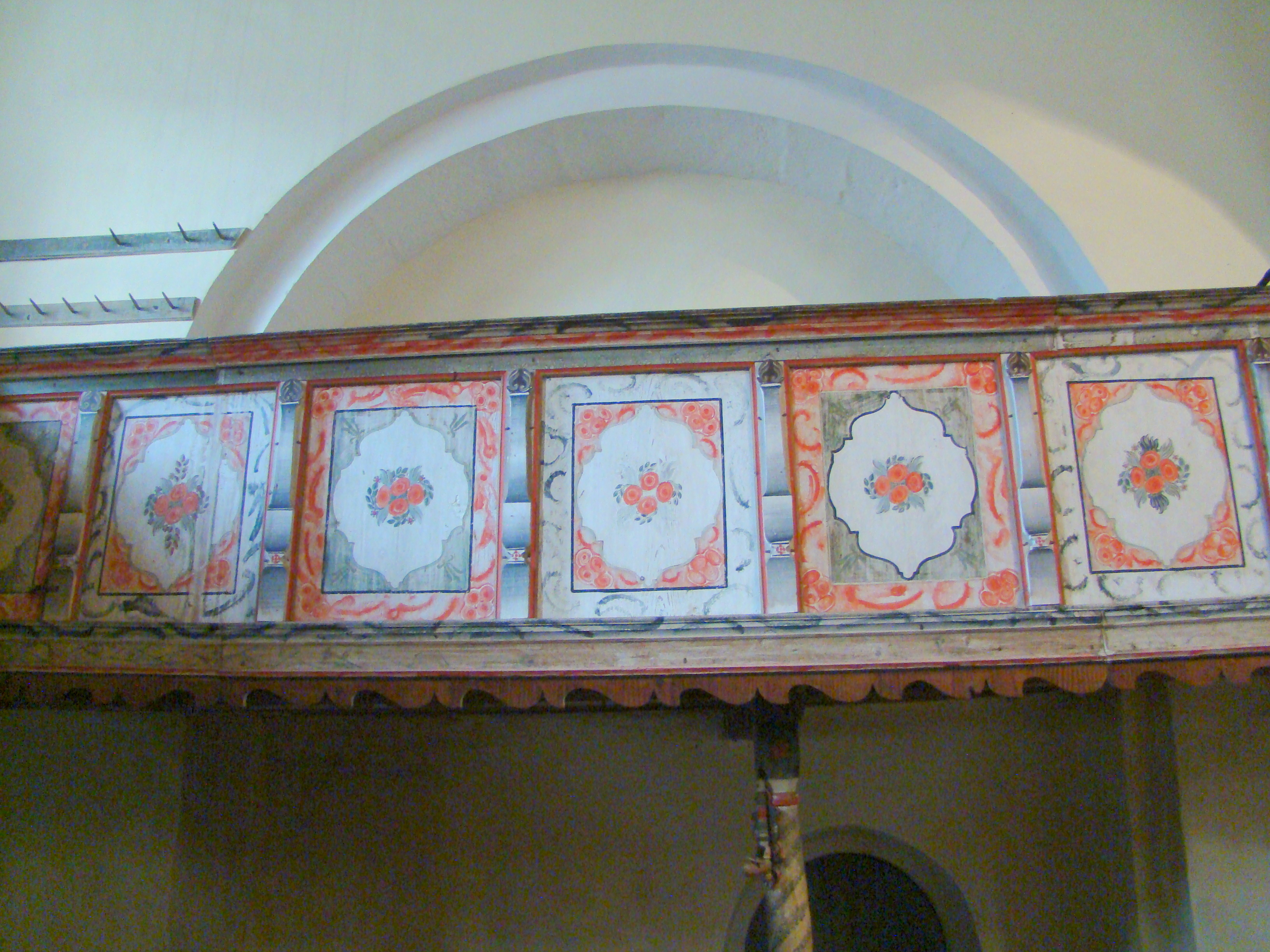
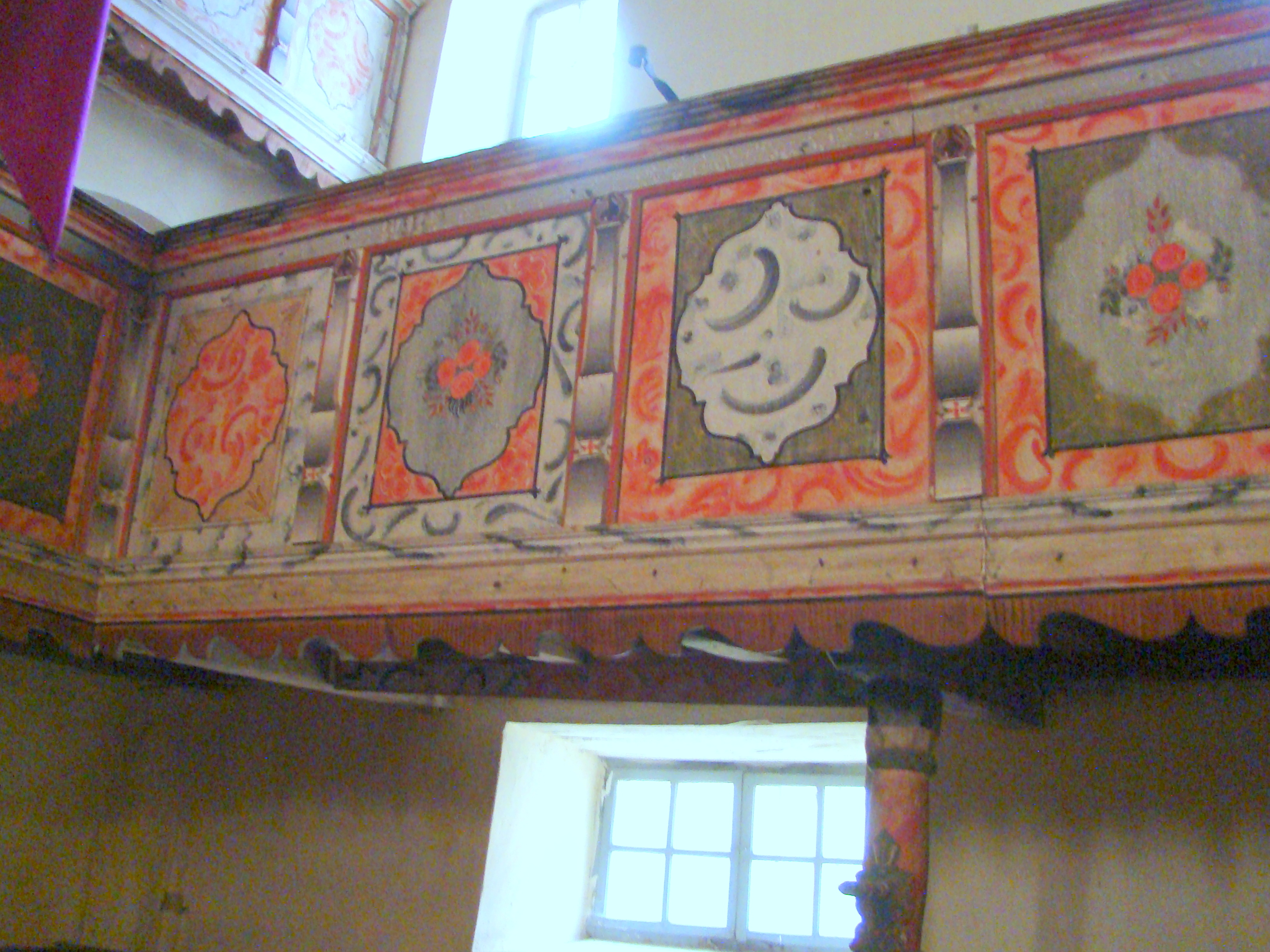
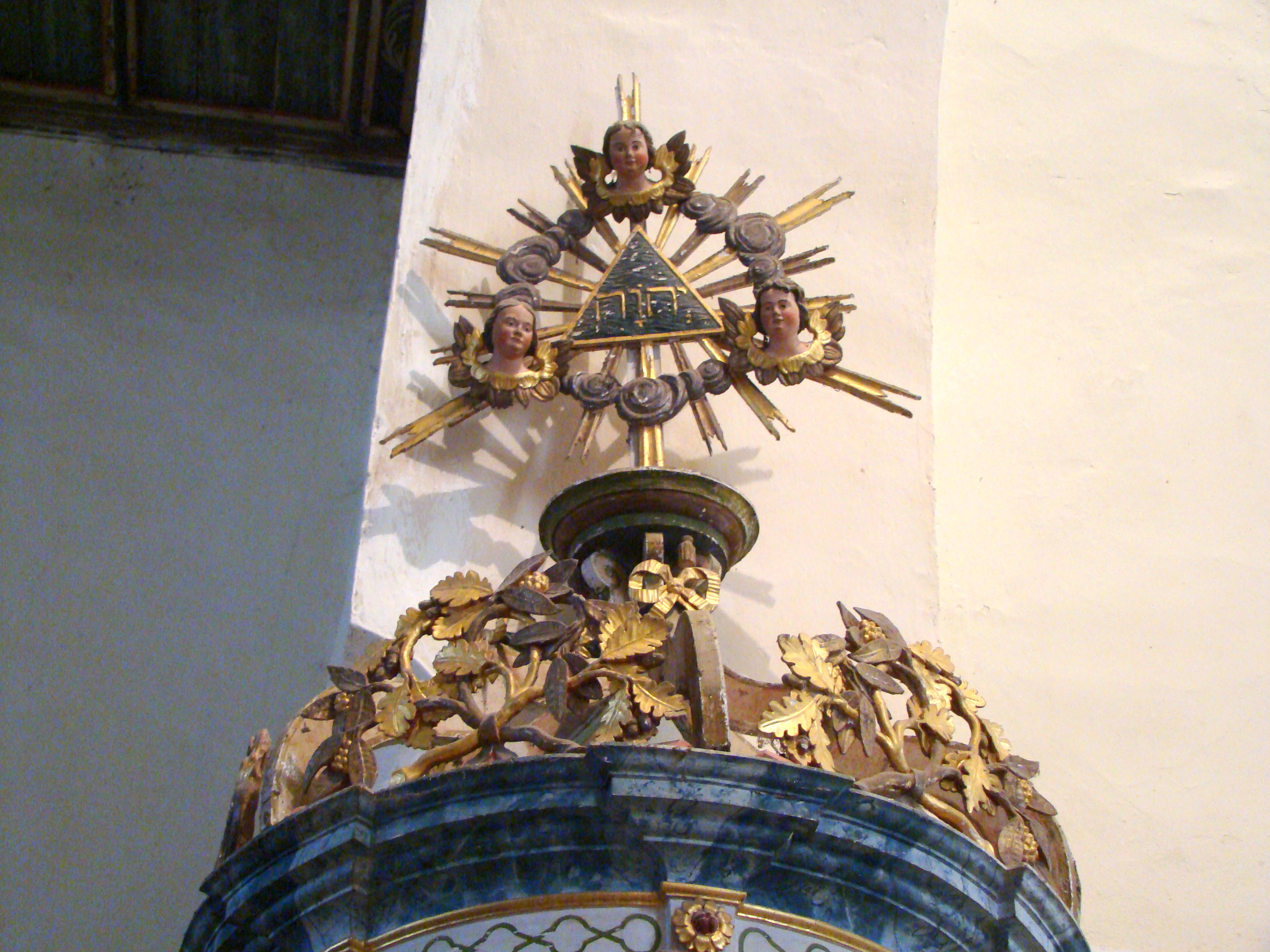
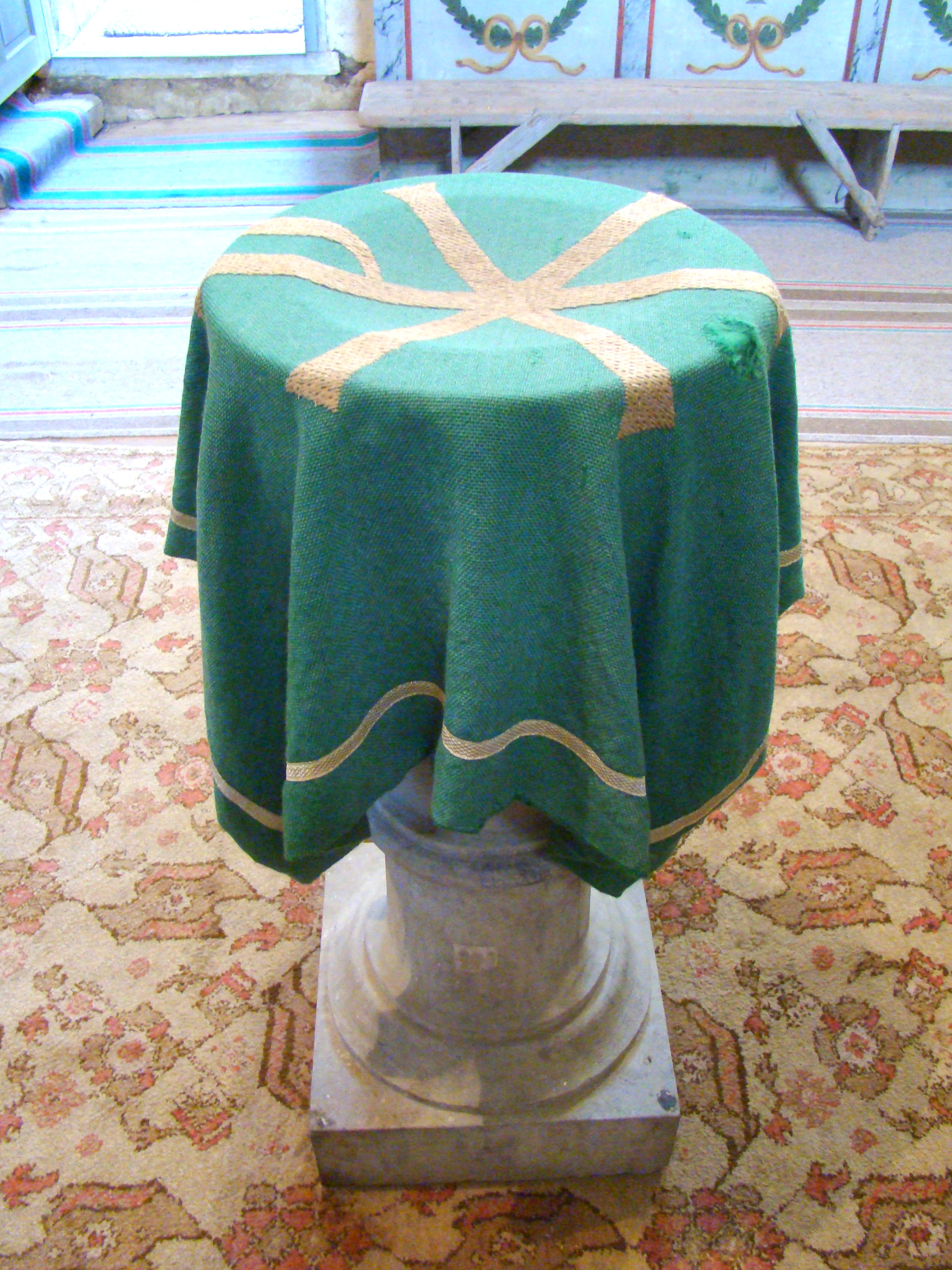
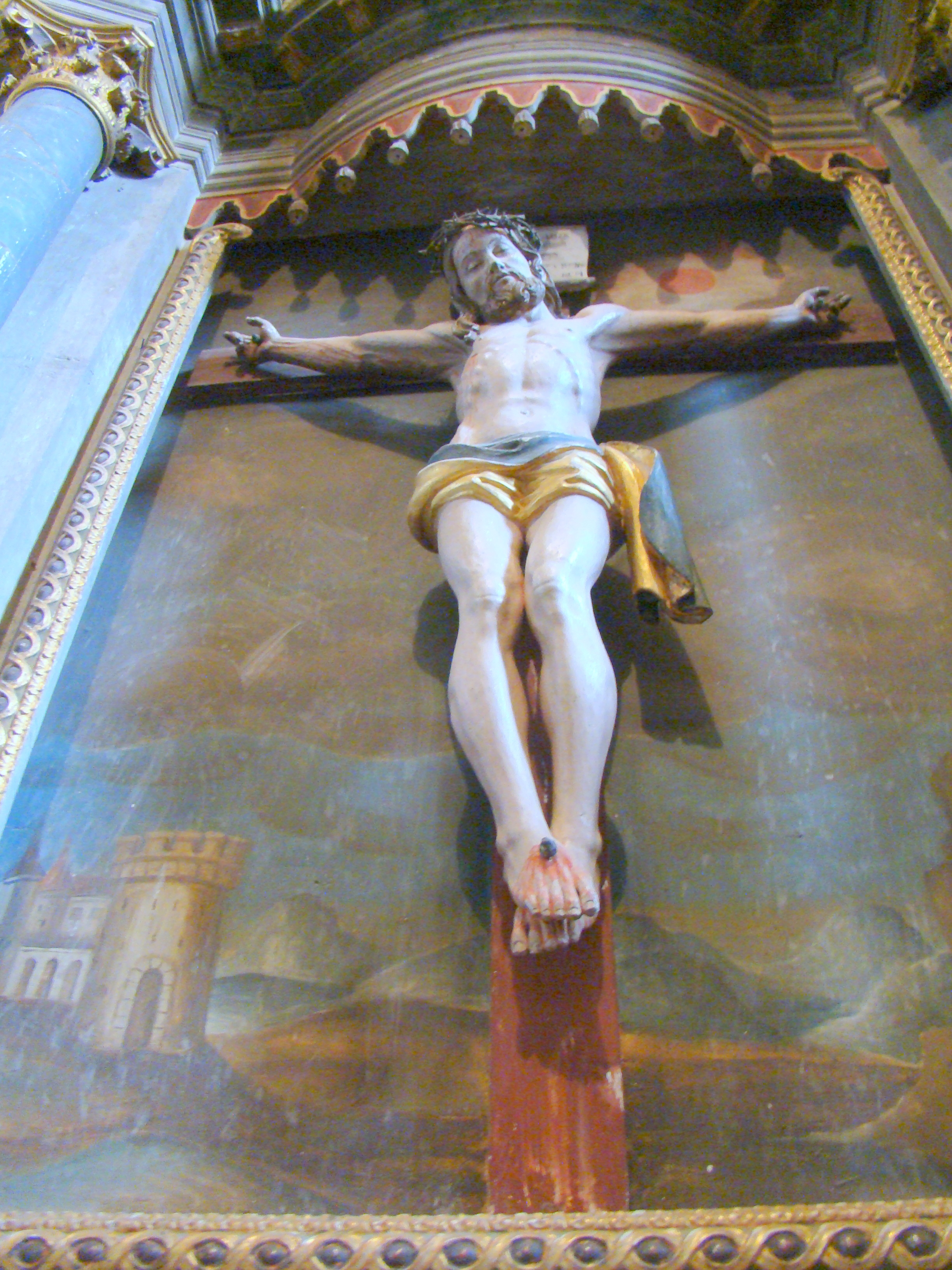
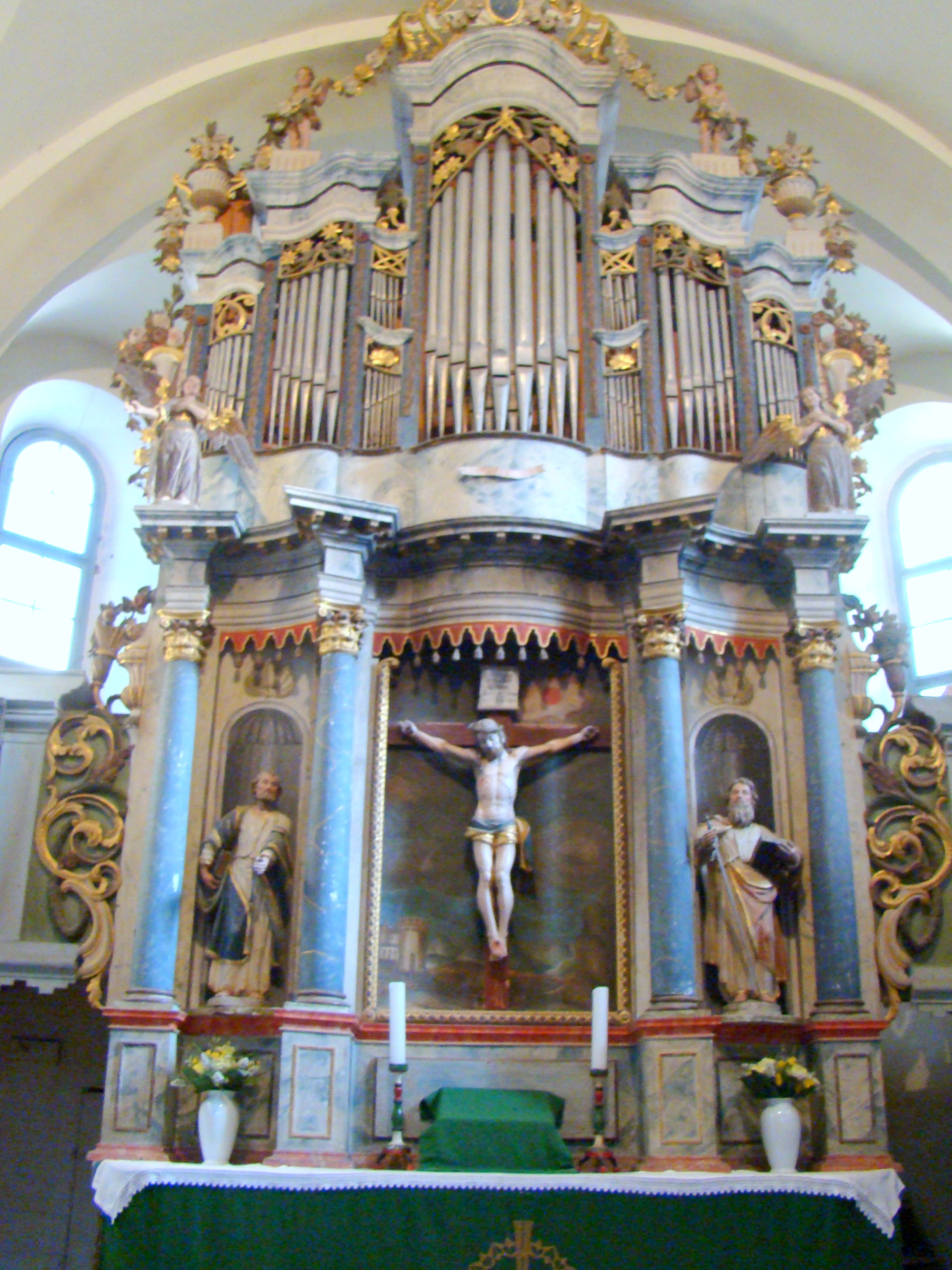
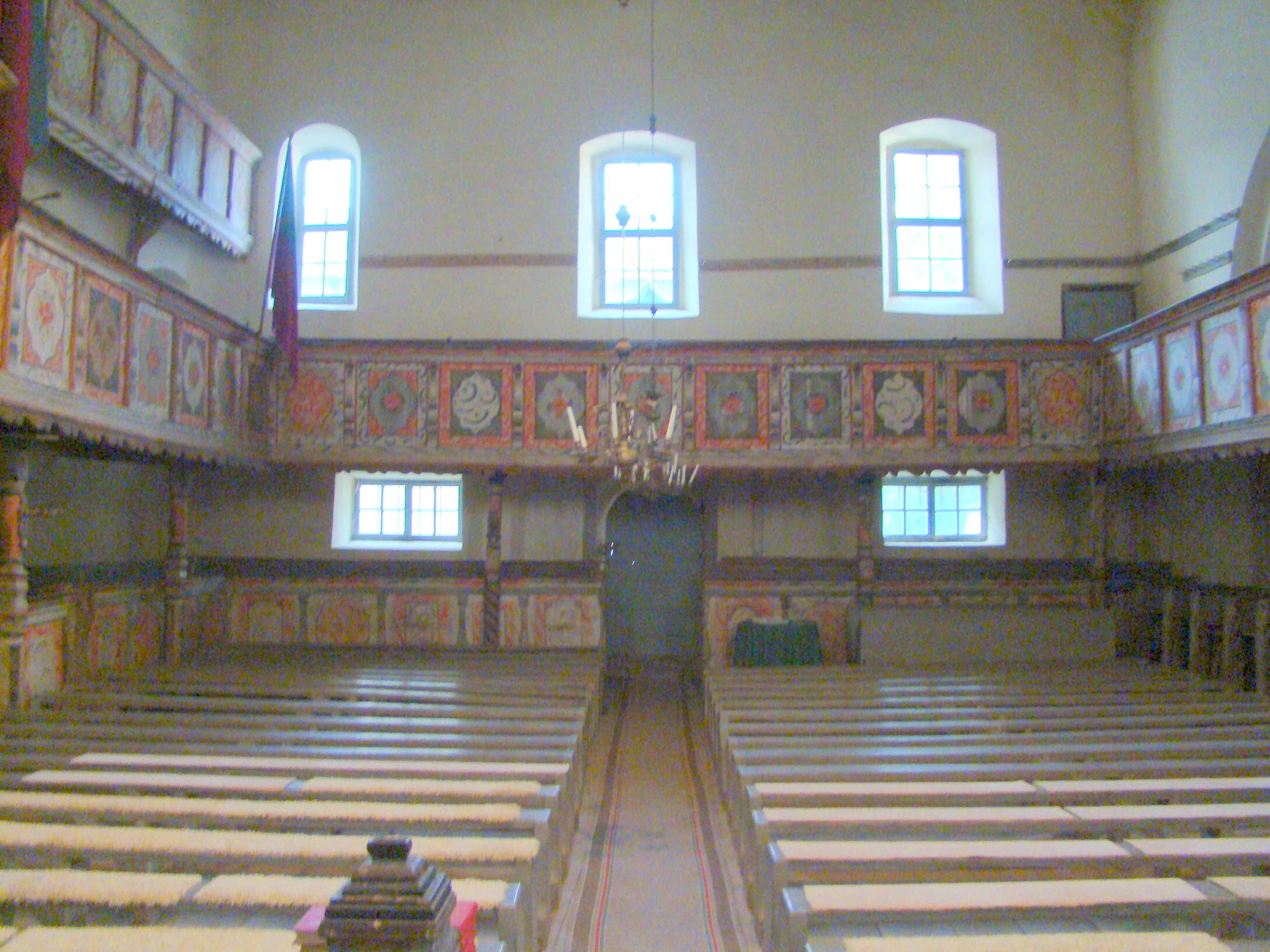

1. ↑  Orgeldatei der Evangelischen Kirche A.B. in Rumänien : Hamruden / Homorod / Homoród, Kronstadt / Braşov - Johannes PRAUSE, orgeldatei.evang.ro